# Sebastian Vettel
Sebastian Vettel (Heppenheim, Nyugat-Németország, 1987. július 3. –) német autóversenyző, négyszeres Formula–1 világbajnok. Pályafutását 2006-ban a BMW Saubernél kezdte, és az Aston Martin F1-es csapatnál fejezte be. 2008-ban az olasz nagydíjon a pole pozíció megszerzésével a legfiatalabb időmérő-győztes, és a nagydíj megnyerésével pedig a Formula–1 minden idők legfiatalabb futamgyőztese lett, egészen a 2016-os spanyol nagydíjig, amikor is Max Verstappen megdöntötte a rekordját. 2015-re átigazolt a Ferrarihoz. 2021-től az Aston Martin pilótája, átvéve Sergio Pérez helyét, így a kanadai Lance Stroll csapattársa lett. Két évet volt az Astonban, 2022-es visszavonulásáig, amikor úgy döntött, 16 szezon után befejezi a versenyzést.

## Pályafutása

### A Formula–1 előtt

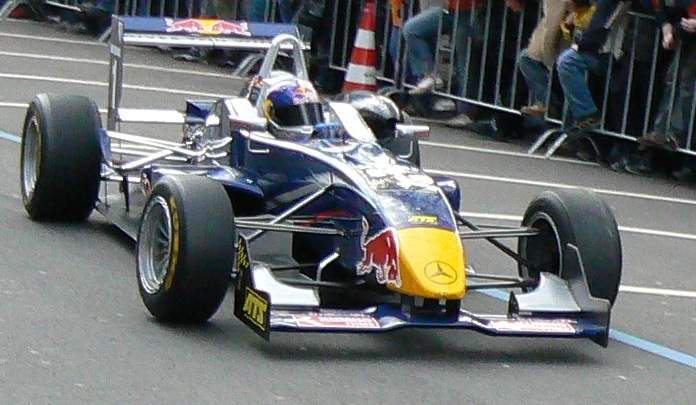
Vettel bemutatkozása a Red Bull-lal a Formula–3 Euroszériájában 2006 márciusában

Vettel hétéves kora óta aktív a motorsportban. Első sikerét 1995-ben, nyolcévesen gokarttal szerezte, tizenöt éves koráig különböző bajnokságokat nyert meg, 2001-ben junior Európa-bajnok lett. 2003-ban váltott Formula-autókra, és a német BMW-kupa pontversenyében a második helyezést érte el. 2004-ben a Mücke Motorsport csapat pilótájaként úgy szerzett óriási fölénnyel bajnoki címet az együléses BMW-bajnokságban, hogy a húsz versenyből mind a hússzor dobogóra állhatott, és csak kétszer nem a legmagasabb fokára. 2005-ben a Formula–3 Euroszériában az ötödik helyen végzett, ahol ötször annyi pontot szerzett, mint csapattársa, de futamot nem tudott nyerni. Ez nagyban köszönhető volt Lewis Hamilton dominanciájának, aki akkoriban szintén ott versenyzett. Ennek ellenére Vettel lett az év újonca cím birtokosa. Ugyanebben a szériában 2006-ban a második helyen végzett.

### A Formula–1-ben

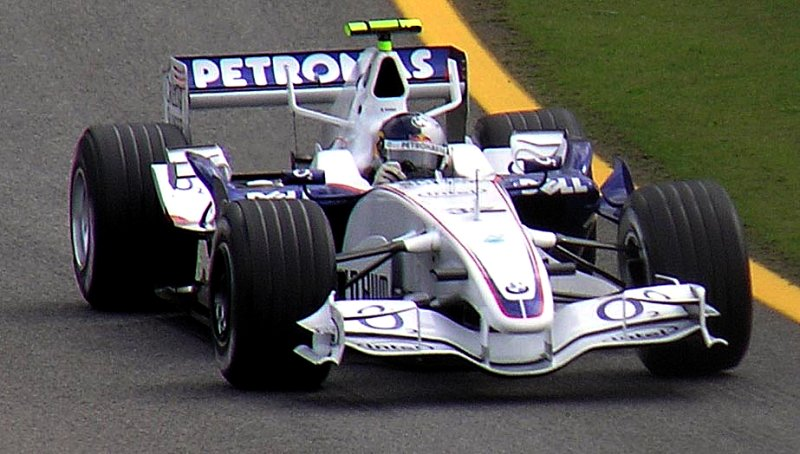

A 2006-os török nagydíj szabadedzésén, a BMW Sauber tesztpilótájaként debütált a Formula–1-ben, miután elődje, Robert Kubica az isztambuli futamon állandó versenyzőként indulhatott. Az edzés legjobb idejét is ő tudhatta magáénak, méghozzá úgy, hogy ő volt a legfiatalabb pilóta, aki eddig Formula–1-es hétvégeken részt vett. Szintén ezen a tesztnapon, első köre megkezdése előtt, karrierje kilencedik másodpercében megbüntették, ugyanis a megengedettnél gyorsabban hajtott a boxutcából kifelé. A soron következő, olasz nagydíj tesztnapján szintén az első helyen végzett. A szezon hátralévő futamai előtt megrendezett szabadedzéseken is a BMW tesztpilótájaként róhatta a köröket.

#### Debütálás a BMW-vel, majd versenyzés a Toro Rossóval – 2007

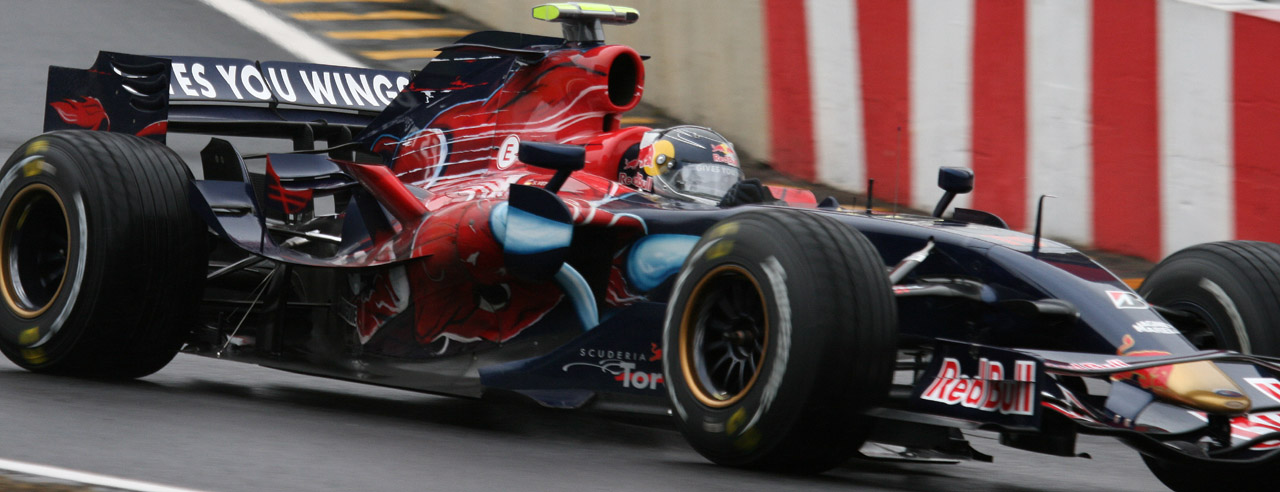
A 2007-es brazil nagydíj szabadedzésén, immáron a Toro Rossóval

A szezon első két futama előtti szabadedzéseket tesztpilótaként töltötte, majd nyár elején, Kubicának a kanadai nagydíjon történt súlyos balesete miatt – mivel őt nem engedték részt venni az egy héttel később rendezett amerikai nagydíjon – a BMW Sauber vezetősége a fiatal német pilóta mellett tette le voksát, hogy helyettesítse Kubicát. A versenyt a hetedik helyről kezdhette meg, és rögtön felállított egy F1-es rekordot első versenyén. Mivel 8.-ként ért célba 19 évesen és 349 naposan, ő lett a száguldó cirkusz legfiatalabb pontszerzője.
Sebastian Vettel 2007. július 31-én leszerződött a Toro Rosso csapathoz, s az eltanácsolt Scott Speed helyett indulhatott a magyar nagydíjon, és a 16. pozícióban végzett. A verseny után csapata bejelentette, hogy a következő szezont is a Toro Rossónál fogja tölteni, Sébastien Bourdais csapattársaként.
A legemlékezetesebbet a japán nagydíjon mutatta, ahol szakadó esőben dobogós helyen hajtott, amikor az utolsó körökben egy versenybaleset miatt kiállni kényszerült. A következő, kínai nagydíjon élete addigi legjobb eredményét érte el, negyedik lett. A világbajnokságon – hat ponttal – a tizennegyedik helyen végzett.
Az idénynyitón rajtbaleset áldozata lett, Malajziában motorhiba miatt esett ki. A bahreini-és a spanyol nagydíjon, akárcsak az első futamon, nem jutott túl az első körön. Mindkét ütközésben vétlen volt. Az első négy futamon kiesett, a török nagydíjat sikerült befejeznie, de csak az utolsó, tizenhetedik helyen, körhátrányban. Az esős monacói nagydíjon nagyszerű versenyzéssel, az utolsó helyről indulva ötödikként végzett, megszerezve ezzel első 2008-as pontjait.
A sok biztonsági autós szakasz miatt kaotikus kanadai nagydíjon a boxból rajtolva a nyolcadik helyen ért célba, utolsó pontszerzőként. Franciaországban 12.-ként indult és ért is célba. A brit nagydíj időmérőjén a 8. helyet érte el. A versenyen esett, de nem tudott Monacóhoz hasonló teljesítményt produkálni, mert már az első körben kiesett a Coultharddal való ütközés miatt.

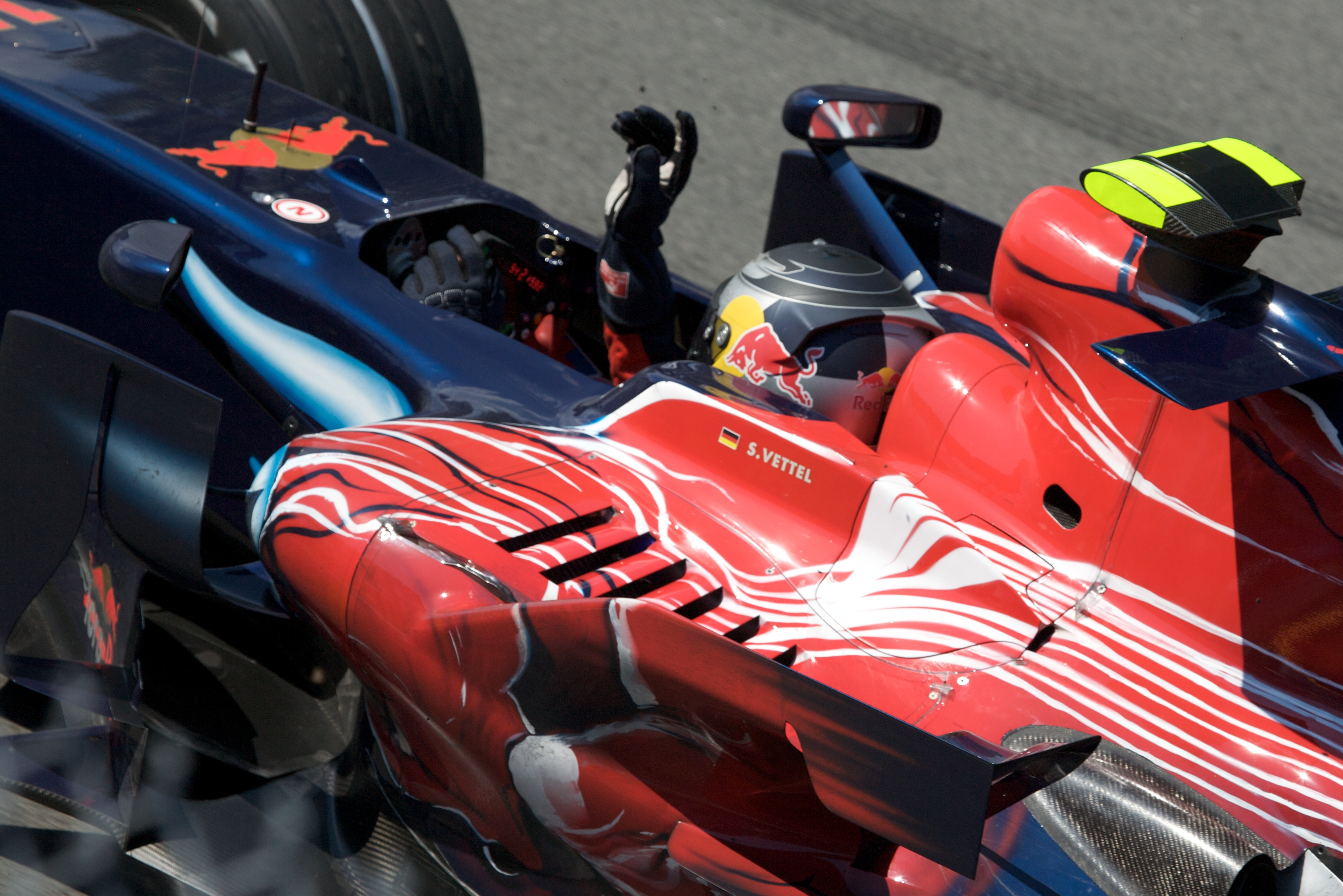
A kanadai nagydíjon

2008. július 17-én bejelentették a német nagydíjon, hogy Vettel 2009-ben a Red Bull Racinggel versenyez majd.
A versenyen a 9. helyről rajtolt, végig pontszerző helyen vagy ahhoz közel haladt, és végül a 8. lett.
A magyar nagydíjon a 11. helyről rajtolt, majd autója túlmelegedett, és feladni kényszerült a küzdelmet.
Az európai nagydíj időmérő edzésének második etapjában szenzációs kört futott, 1:37.842-es ideje a hétvége legjobb ideje volt. Az időmérő harmadik szakaszában már nem sikerült megismételnie ezt, de így is a hatodik helyre kvalifikálta magát, és itt is ért célba.
A belga nagydíjon a 10. helyről rajtolva egy nem túl sikeres rajttal visszaesett a 12. helyre, majd jó és eredményes taktikával egészen az 5. helyig jutott.
Az olasz nagydíj időmérő edzésén hatalmas eső fogadta a mezőnyt, ahol Vettel megszerezte élete első Formula–1-es pole-pozícióját. Ezzel ő lett a sportág történetének legfiatalabb pole pozíciót elérő versenyzője. A futamon a mezőny a biztonsági autó mögül rajtolt el, és a biztonsági autó a második kör végéig kinn is maradt. Amikor végre elindultak, Vettel megtartotta első helyét, és Kovalainennel szemben növelni is tudta előnyét. A versenyt végül – végig vezetve – több mint 10 másodperces előnnyel nyerte, ezzel a Formula–1 történetének legfiatalabb futamgyőztese lett, 21 évesen és 73 naposan. A világbajnoki pontversenyben győzelmével feljött a 12.-ről a 9. helyre.

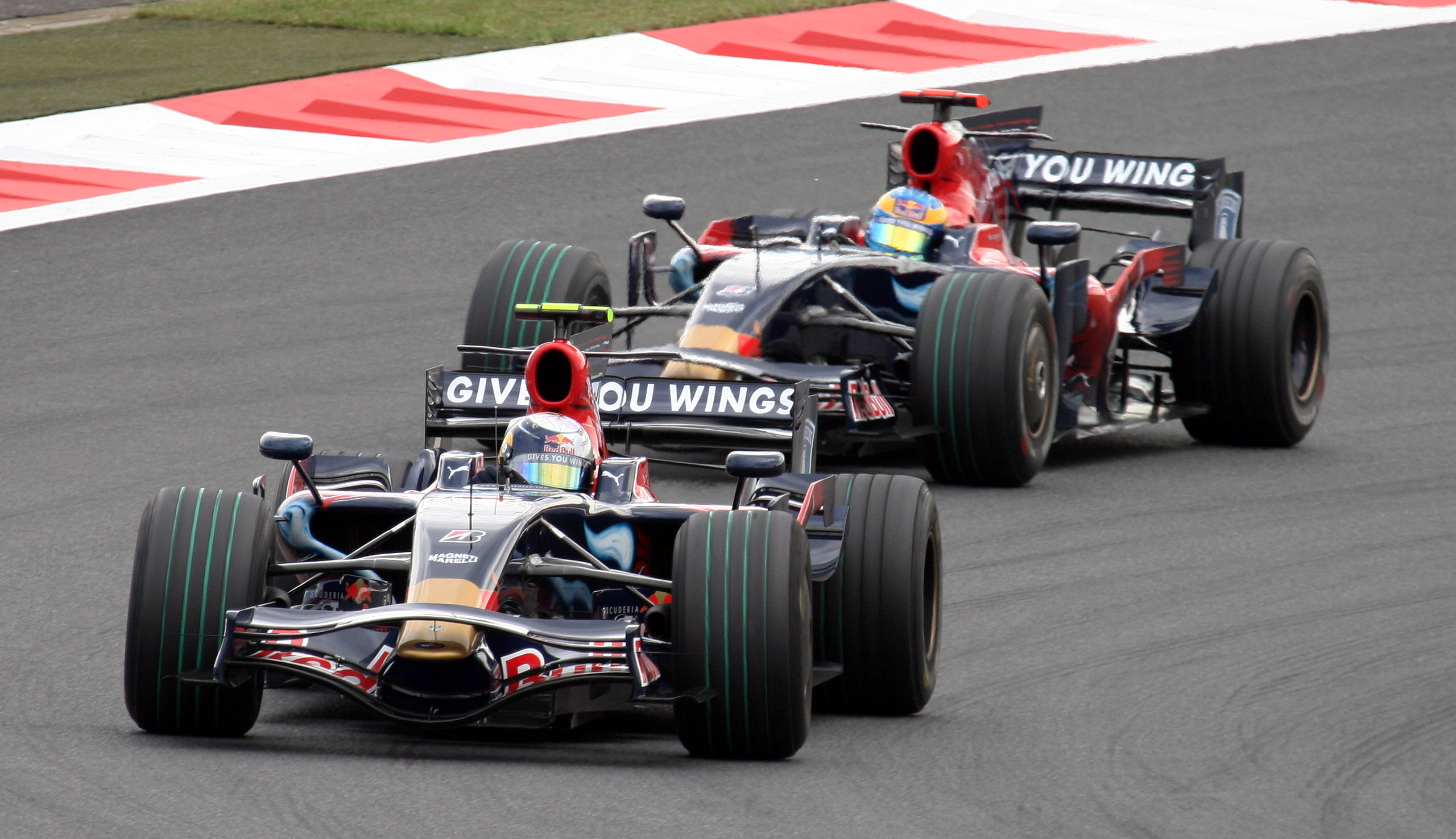
Vettel csapattársa, Sébastien Bourdais előtt japán nagydíjon

Az első éjszakai futamon, Szingapúrban Vettel a 7. legjobb időt autózta, de az előtte végző Nick Heidfeldet megbüntették, így végül a 6. helyről várhatta a futamot.
A rajtnál rögtön egy helyet javított. A verseny során kétszer is pályára küldték a biztonsági autót, de Vettel és a csapat a káoszban is megőrizték hidegvérüket. A boxkiállások után a 7. helyig csúszott vissza, de először Trulli, majd Räikkönen is kiállni kényszerült előle, így végül az 5. helyen ért célba, értékes pontokat szerezve ezzel.
A japán nagydíj pénteki szabadedzésén kisebb hidraulikus problémákkal küszködött a csapat. A szombati időmérő edzésen a 9. rajthelyet sikerült megszereznie, mögüle csapattársa, Sébastien Bourdais indult. A versenyen a 7. helyen ért célba, Bourdais mögött, megelőzve a bokszutca-áthajtásos büntetést kapott Felipe Massát. Bourdais azonban a verseny után 25 másodperces időbüntetést kapott, mellyel Vettel 1 helyet előrelépett, így a világbajnokságban megtartotta 8. helyét.
A kínai nagydíj időmérő edzésén a 8. helyet szerezte meg, ám Nick Heidfeldet megbüntették, Coulthard feltartása miatt három pozíciós rajtbüntetést kapott, Mark Webbert pedig motorcsere miatt 10 rajthellyel hátrébb sorolták, így Vettel 2 helyet előrébb ugorva a hatodik helyről rajtolhatott.
A rajtnál egy helyet veszített, eközben Sebastien Bourdais összeütközött Trullival, aki emiatt feladni kényszerült a versenyt. Így szinte biztossá vált, hogy az összetett pontversenyben Vettel növelni tudja előnyét Trullival szemben.
Ám az első boxkiállás rosszul sikerült, így értékes pozíciókat veszített. A versenyt végül a 9. helyen fejezte be, így Trullihoz hasonlóan neki sem sikerült pontokat szereznie, így maradt a pontegyenlőség a két pilóta között.

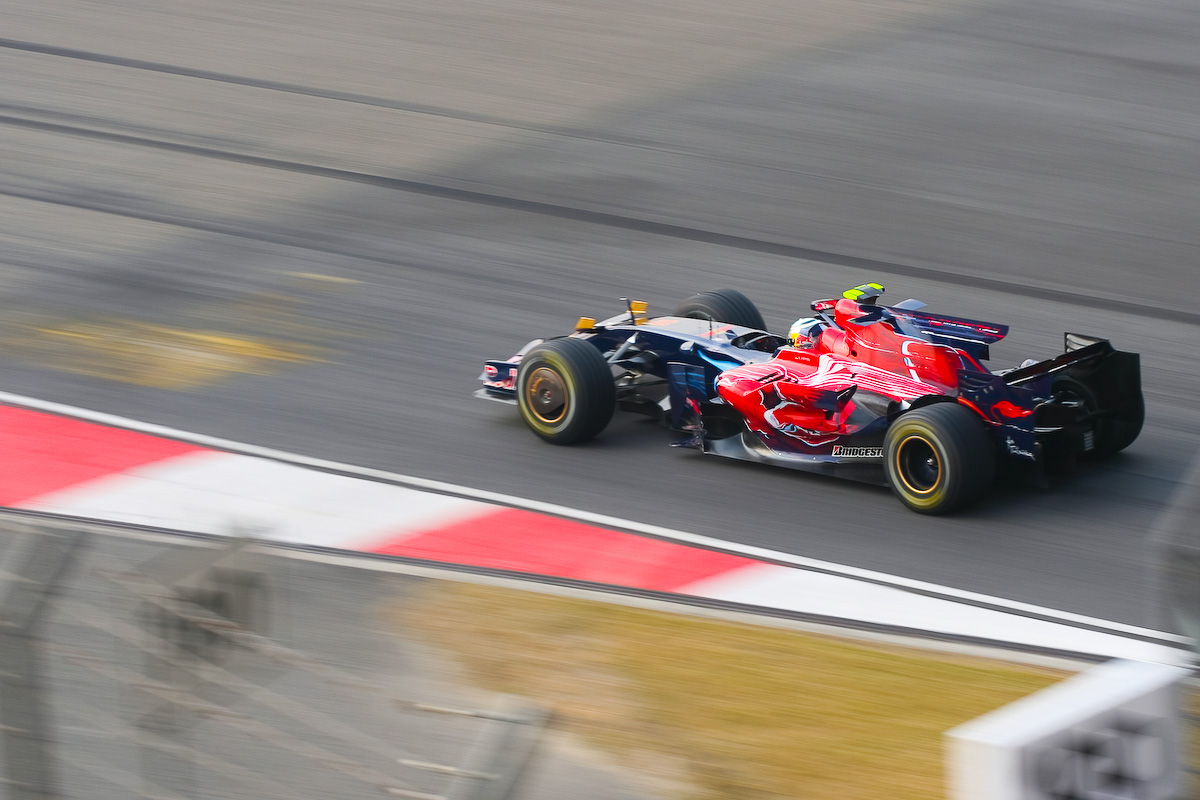
A kínai nagydíjon

A szezonzáró brazil nagydíj időmérő edzésén a 7. helyet szerezte meg. Közvetlen riválisa a vb pontversenyben, Jarno Trulli eközben a 2. helyre kvalifikálta magát.
Vasárnap, a rajt előtt pár perccel zuhogni kezdett az eső, így a verseny kezdetét 10 perccel elhalasztották. Vettel a vizes pályán jól rajtolt, megelőzte Alonsót és Kovalainent is, aki Hamiltont próbálta hátulról védeni. Az első boxkiállások után Vettel egészen a második helyig jött föl, és tartani is tudta a lépést az élen haladó Massával. Vettel viszont eggyel több kiállásos taktikán volt, így a verseny vége felé az 5. helyen, Hamilton mögött autózott, amikor az eső ismét eleredt. A versenyzők kijöttek a boxba esőgumikért, kivéve Timo Glockot. Így a kiállások után Vettel a 6. helyen haladt, és látványosan gyorsabb volt az előtte haladó Hamiltonnál. Két körrel a verseny leintése előtt meg is előzte, elvéve tőle a világbajnoki címet jelentő ötödik helyet. Hamilton képtelen volt visszaelőzni Vettelt. Eközben a száraz pályára alkalmas gumikkal versenyző Glock egyre nehezebben tudta irányítani autóját, így Vettelék az utolsó kör utolsó kanyarjában utolérték őt és meg is előzték. Vettel ezzel a negyedik helyet szerezte meg és nyolcadik lett az egyéni pontversenyben, míg Hamilton megszerezte a világbajnoki címet érő ötödik helyet.

#### Red Bull Racing – 2009
Vettel 2009-re a Red Bull Racing-hez igazolt, ahol a pályafutását befejező David Coulthard helyét töltötte be, csapattársa pedig Mark Webber lett.
Az RB5 kódnevet viselő autó meglehetősen jól sikerült, de ennek ellenére Sebastiannak az első két versenyt nem sikerült befejeznie.
Az ausztrál nagydíjon az utolsó körökben összeütközött Robert Kubicával, majd a falnak csapta autóját, ettől kiszakadt a bal első kerék. Ekkor pályára küldték a biztonsági autót. Sebastian úgy gondolta, hogy így talán teljesíteni tudja a hátra lévő néhány kört, azonban mivel 3 keréken igen lassú volt, ezért inkább feladta a futamot. A Kubicával való ütközése miatt pedig a következő versenyre 10 helyes rajtbüntetéssel sújtották.

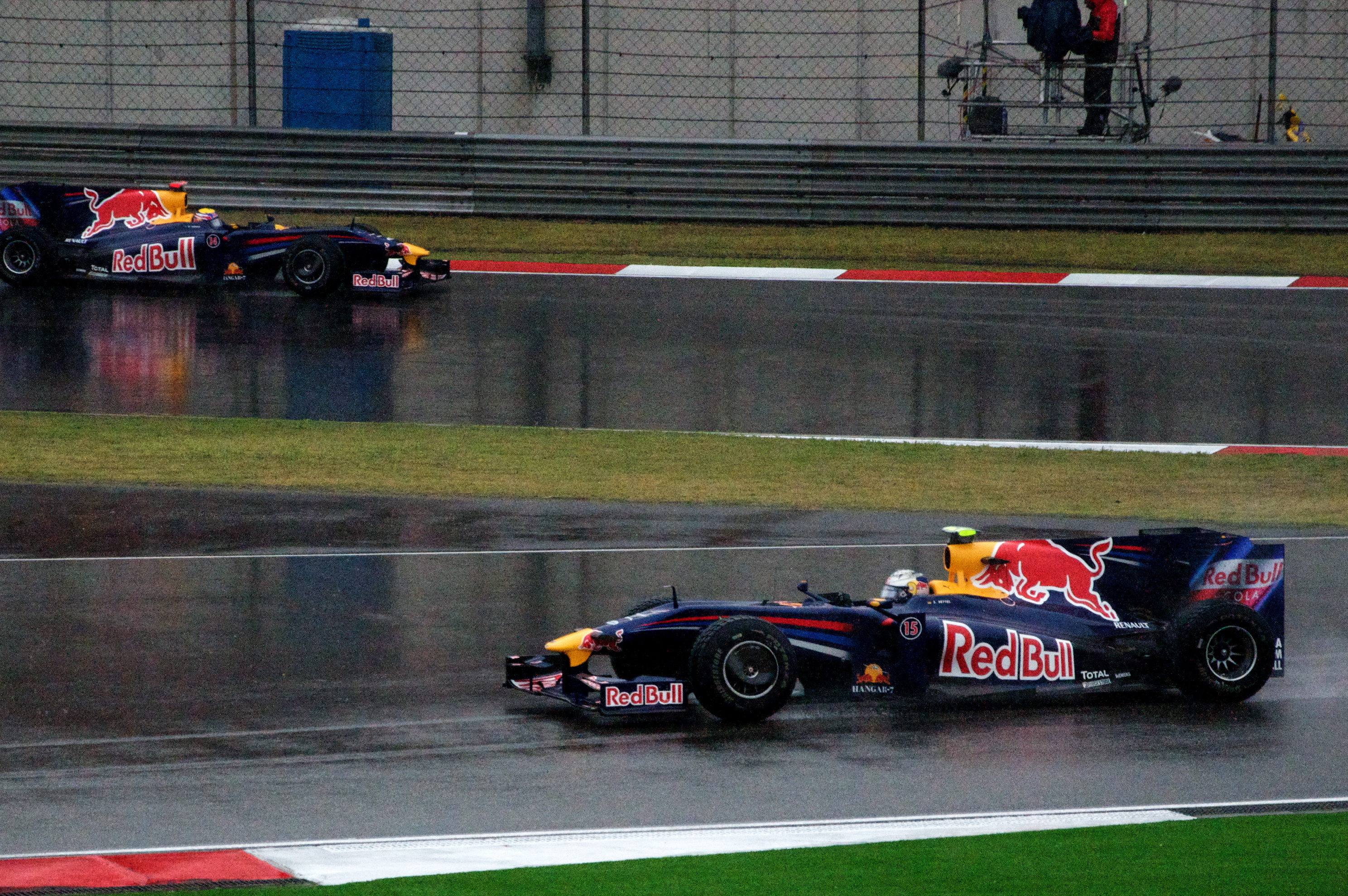
Vettel vezeti a versenyt Kínában

A rajtbüntetés miatt nem túl nagy reményekkel utazott a maláj nagydíjra. A futam közben leszakadt az ég, így Sebastian esélyei a pontszerzésre megnőttek. Az eső egyre jobban esett, autóján pedig intermediate gumik voltak. Az egyik kanyarban annyi víz gyűlt össze, amennyit a kopott gumik már nem bírtak kiszorítani, így autója felúszott, és megpördült, majd a lefulladást gátló automatika nem lépett működésbe, és autója lefulladt.
A kínai nagydíjon ismét eső fogadta a mezőnyt. Itt Vettel végig magabiztosan vezette a versenyt, és rajt cél győzelmet aratott. Ezzel megszerezte csapata első győzelmét, ami ráadásul egyből kettős győzelem lett, ugyanis csapattársa, Mark Webber a második helyen ért célba.
A Bahreini és spanyol nagydíjon is esélye volt a győzelemért harcolni, ám mindkét alkalommal beragadt Felipe Massa mögé, aki a rajtnál a KERS-nek köszönhetően meg tudta előzni őt. A spanyol nagydíj érdekessége volt, hogy néhány körrel a vége előtt Massával közölték, hogy amennyiben nem vesz vissza, nem lesz elég üzemanyaga a verseny végéig. Így kénytelen volt elengedni Sebastiant, aki ezek után az utolsó néhány körben körönként 2 másodperccel futott jobb köröket, mint bárki a mezőnyben.
A monacói nagydíjra nem utaztak nagy reményekkel, a csapatfőnök, Christian Horner szerint sem feküdt a pálya az RB5-ös konstrukciónak, és ezen az sem segít, hogy a gyárból megkapták a dupla diffúzort. Sebastian a lágyabb keverékű gumikkal rajtolt, amik azonban nem bírták sokáig, és ketten is megelőzték. A boxkiállása után néhány körrel elfékezte magát a Sainte Devote kanyarban, és falnak csapta a versenygépét.
Május 31-én Sebastian Olaszországban egy díjátadó ünnepség keretein belül átvehette a Lorenzo Bandini trófeát, amit még a 2008-as olasz nagydíj-on nyújtott teljesítményéért kapott.

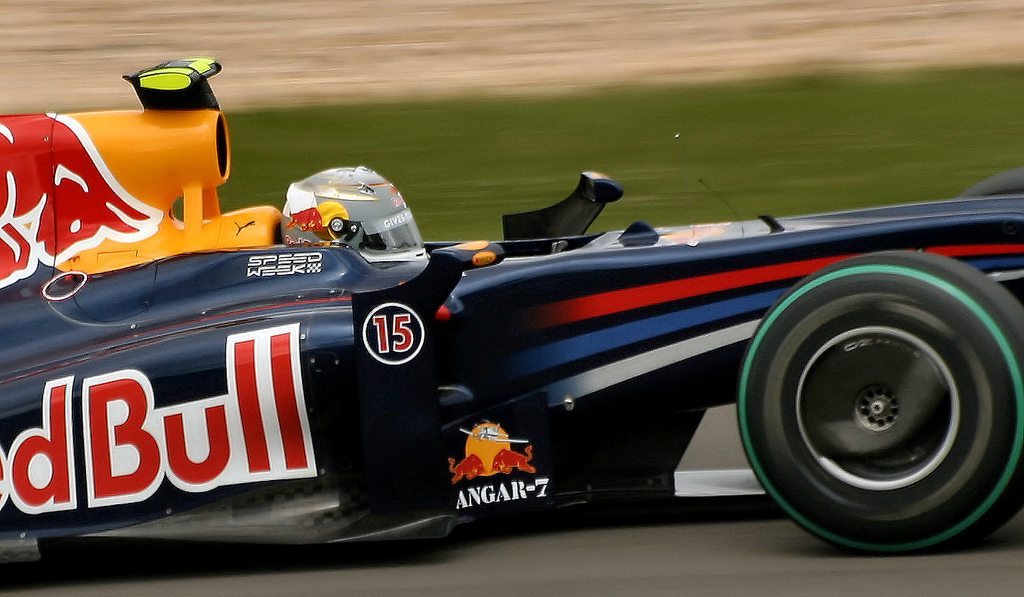
A német nagydíjon

A török nagydíjon pole-pozícióból vágott neki a futamnak. Bár az első kanyarban elsőként fordult, ezután hibázott és Button megelőzte.
A 3 kiállásos taktikát folytatva a 2. helyért harcolt még az utolsó 5 körben is, amikor a csapat lassításra intette, így a 3. helyen fejezte be a versenyt.
A brit nagydíjtól kezdve megváltoztak az erőviszonyok a Red Bull és Brawn GP között, Vettelé lett a pole Barrichello és Webber előtt. A rajt után vezetését megtartva gyorsan növelte előnyét, míg csapattársa a Brawnt megelőzve a második helyre jött fel, így a Red Bull második kettős győzelmét aratta. A pontversenyt vezető Button csak a 6. lett és az elkövetkező versenyeken is csak a pontszerző helyek végén ért célba.
A német nagydíjon Mark Webber a pole-ból indulva, áthajtásos büntetésének ellenére is győzött, míg Vettel a 4. helyről indulva második lett. Az első két helyen végző Red Bullok mögött Button és Barrichello csak az 5. és 6. helyen ért célba.
A Hungaroringen a német a 2. helyről indult, de felfüggesztési hiba miatt kiesett, míg Webber harmadik lett.
Valenciában az első boxkiállásoknál a tankolócső hibája miatt még egyszer ki kellett állnia üzemanyagért, így az 5. pozícióból a 15.-re esett vissza, majd a szombati szabadedzéshez hasonlóan ismét elfüstölt a Renault-motor autójában.

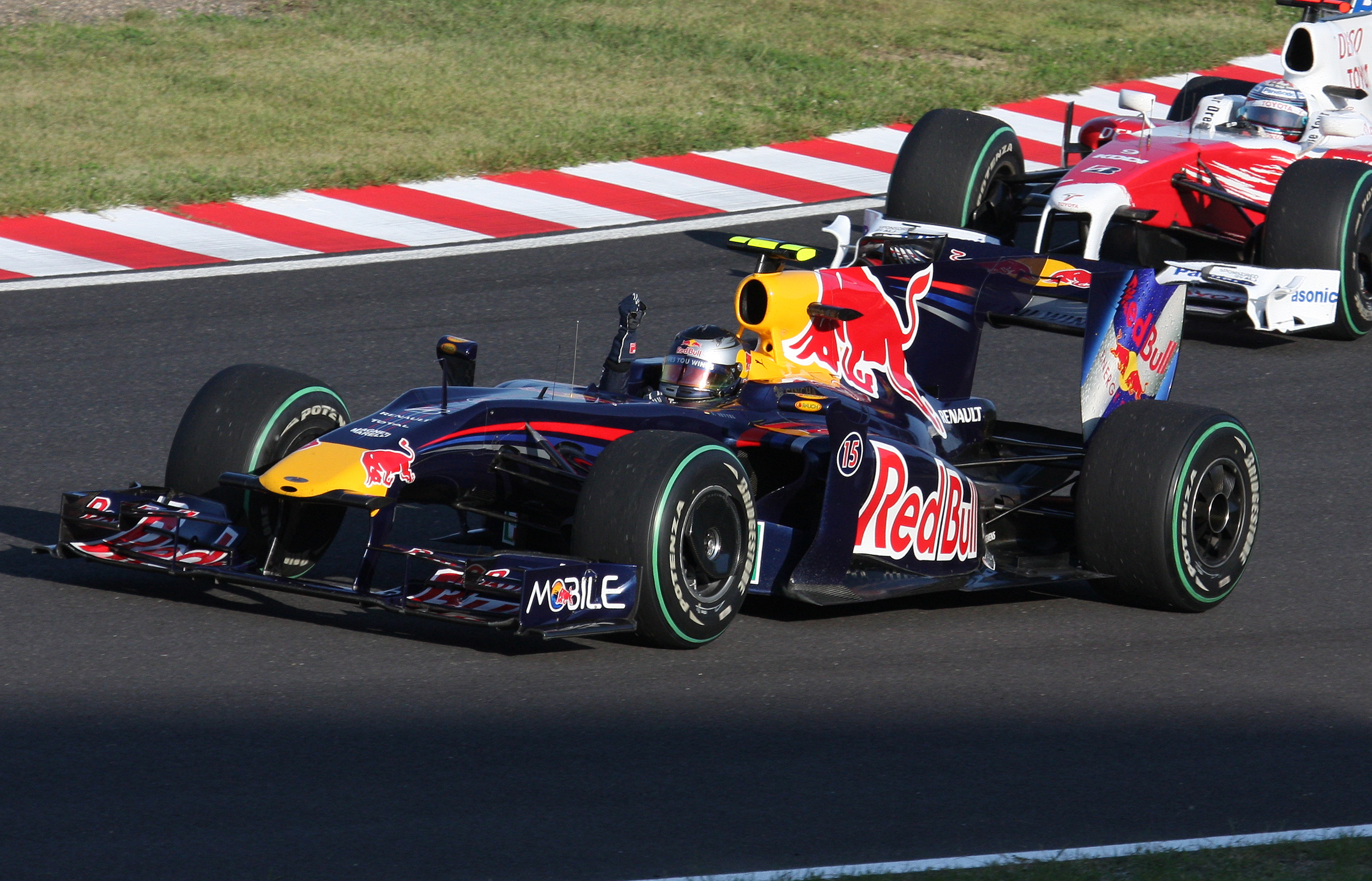
Vettel a japán nagydíjon szerzett győzelmét ünnepli

Belgiumban csak a 8. helyről indult, de a verseny végére a harmadik helyre ért fel, míg riválisai közül csak Barrichello szerzett pontot (7. hellyel).
Az olasz nagydíjon egyik Red Bull sem tudott jól szerepelni: Vettel a 9. helyről indult csapattársa előtt, majd a futamon az utolsó pontszerző 8. helyen ért célba, miután Hamilton hibázott az utolsó körben. A Brawn GP hosszú idő után ismét kettős győzelmet aratott Barrichello-Button sorrendben.
A szingapúri nagydíjon a második helyről indulva jó esélye volt a futamgyőzelemre, de a rajtnál Nico Rosberg megelőzte, majd a bokszutca-áthajtásos büntetést kapott, mivel egyik kiállásánál túllépte a maximális bokszutcai sebességet. Vettel így a dobogóra sem tudott felállni, 4. lett. Csapattársa, aki 4. versenye óta nem szerzett pontot, elveszítette esélyét a világbajnoki címre.
Japánban Vettel az élről indulva magabiztosan győzött, matematikai esélyét megtartva a világbajnoki címre: hátrányát 25 pontról 16-ra csökkentette a pontversenyt vezető Buttonnal szemben.
A brazil nagydíj Sebastian számára nem kezdődött jól, ugyanis az esős időmérőn csak a 16. helyen végzett. A futamon a 15. helyről indulhatott, ugyanis az előle induló Liuzzi váltócsere miatt 5 rajthelyes büntetést kapott. A versenyen szenzációs vezetéssel, és jó boxstratégiával egészen a 4. helyig jutott. Világbajnok ugyan már nem lehet, de ezzel a negyedik hellyel előrelépett a VB pontverseny második helyére.
Az első abu-dzabi nagydíj időmérő edzésén Sebastian a második helyet szerezte meg, míg legfőbb riválisa, Rubens Barrichello csak a negyedik helyet. A versenyen a rajt jól sikerült, és bár az élről induló Hamiltont nem sikerült megelőznie, tartani tudta vele a lépést. Az első boxkiállás alkalmával sikerült is megelőznie, és innentől kezdve végig vezette a versenyt. Így a vb-pontversenyben megszerezte a második helyet.
A Red Bull Racing-nél 4 világbajnoki címet szerzett, 2010-ben, 2011-ben, 2012-ben, és 2013-ban.

#### Az első világbajnoki cím – 2010
Az évadnyitó bahreini nagydíjon megszerezte a pole-pozíciót. A versenyt a táv kétharmadáig vezette, azonban motorhiba miatt visszaesett a 4. helyre és végül így is zárt. A futamot Fernando Alonso nyerte.
Az ausztrál nagydíjon újra megszerezte a pole-pozíciót. A rajtot jól kapta el, majd a 26. körig vezetett amikor kicsúszott és kiesett. A futamot Jenson Button nyerte.

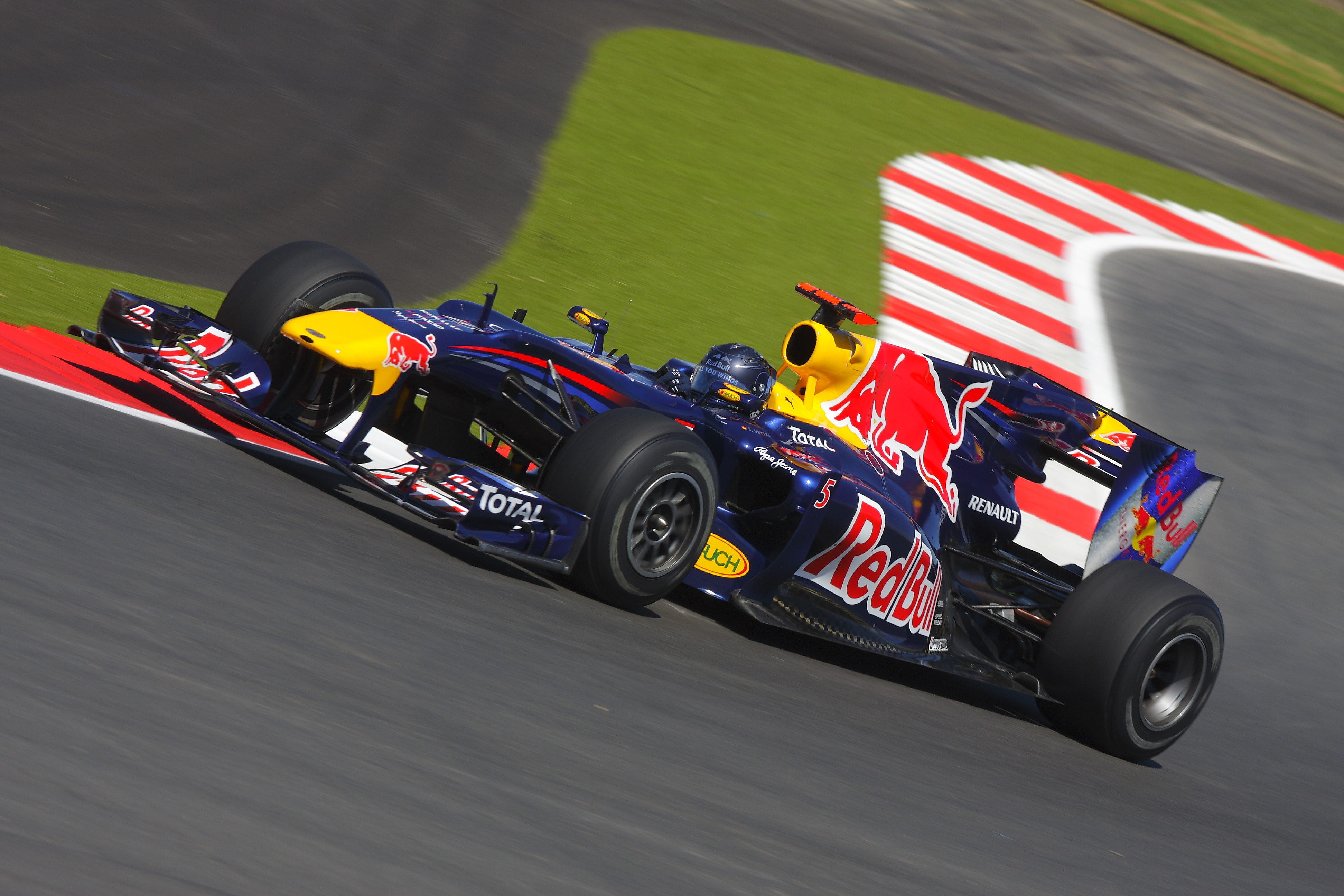
Vettel Silverstone-ban

Ezután jött a maláj nagydíj a kvalifikáción az esős körülmények között a 3. helyet sikerült megszereznie míg csapattársa Mark Webber a pole pozícióból indult. A rajt nagyon jól sikerült a németnek, az első kanyarban átvette a vezetést, majd a futamot végig vezetve megnyerte.
A kínai nagydíjon ismét a pole pozícióból indult. Azonban a rajtnál Alonso és Webber is megelőzte, majd elkezdett esni az eső, a bokszutcában Webber kerékcseréjét elrontották és így feltartották az érkező Vettelt. A német a 6. helyig tudott felzárkózni, a futamot Button nyerte.
A spanyol nagydíjon a 2. rajtkockát sikerült megszereznie, csapattársa mögött. A rajtja jól sikerült, azonban Webbert nem tudta megelőzni. Néhány körrel a leintés előtt a 2. helyről fékhiba miatt visszaesett a 4. helyre. Az ekkor második helyen autózó Lewis Hamilton defektet kapott és nekicsapódott a gumifalnak így Vettel végül a 3. helyen zárta futamot míg csapattársa győzött.
A monacói nagydíjon a csapattársa ismét a pole-pozíciót szerezte meg az időmérőn míg Vettel csak a harmadikat. A rajtnál Vettel megelőzte a 2. pozícióból induló Robert Kubicát. Végül a futamot a második helyen zárta Webber mögött. Ekkor Vettel és Webber 78-78 ponttal vezette a világbajnokságot, de Webberé volt az előkelőbb pozíció több futamgyőzelme lévén.
Ezután jött a Red Bull számára drámai török nagydíj. Webber ismét a pole pozícióból indulhatott, míg Vettel a 3. helyről. A rajtnál Vettel megelőzte Lewis Hamiltont, de a brit később visszaelőzte. A boxkiállásnál Vettel végül megelőzte Hamiltont. A versenyt ekkor a két Red Bull vezette Webberrel az élen. Vettel egyre közelebb került csapattársához, míg 40. körben megpróbálta megelőzni. Még nem sikerült teljesen körbeautóznia, amikor Vettel elkezdett az ideális ívre húzódni így összeütköztek. Vettel kiesett, Webber továbbhaladt és harmadik lett.
A kanadai nagydíjon a kvalifikáción először fordult elő, hogy nem a Red Bull egyik versenyzője indult az élről. Hamiltoné lett a pole, de ő Vettelékkel ellentétben lágy keverékű gumikon ment Q3-ban. Vettel a második helyről indulva (Webber öthelyes rajtbüntetése miatt) a futamon 4. lett csapattársa előtt. A versenyt a két McLaren nyerte Hamiltonnal az élen.
Az európai nagydíjon megnyerte a kvalifikációt Webber előtt. Vettel a rajtnál megtartotta az első helyét. Webber a 9. körben balesetet szenvedett (összeért Kovalainen hátsó kerekével) a pálya egyik leggyorsabb részén. A baleset miatt beküldték a biztonsági autó-t, a mezőny megkeveredett, de Vettel az élen maradt. Lewis Hamilton aki ekkor 2. volt bokszutca áthajtásos büntetést kapott a biztonsági autó alatt történő előzésért. Így Vettel simán nyerte versenyt Hamilton és a másik McLaren előtt.
Aztán jött a Brit nagydíj. Vettel a kvalifikáción megszerezte a pole pozíciót míg mögötte csapattársa majd Alonso végzett. A rajt nem sikerült jól ugyanis Webber lerajtolta és ráadásul defektet kapott és visszaesett az utolsó helyre. Végül a 7. helyre sikerült felzárkóznia. A futamot Mark Webber nyerte.
A Német nagydíj időmérőjén mindössze 2 ezredmásodperccel szerezte meg a pole-pozíciót Fernando Alonso előtt. Vettel elrontotta a rajtot és míg Alonso a megelőzésével foglalkozott, Massa mindkettőjüket lehagyta. A két Ferrari vezetett, majd Massa a csapat utasítására átadta a vezető helyet Alonsónak. A futamot Alonso-Massa-Vettel sorrendben intették le. Mivel a csapatutasítás tilos, a Ferrarit 100.000 amerikai dolláros büntetésben részesítették, majd továbbították az ügyet a Motorsport Világtanács felé, ahol megúszták a további szankciókat.
Utána a Magyar nagydíj következett. Vettel megszerezte a pole-t és meg is tartotta a rajtnál helyezését. Azonban a biztonsági autós szakasznál túlságosan leszakadt az élen haladótól ezért bokszutca áthajtásos büntetést kapott végül 3. lett. A futamot csapattársa nyerte.
A Belga nagydíjon a váltakozó időjárás miatt az időmérőn csak 4. lett míg csapattársa megszerezte a pole-pozíciót. A rajt már csepergő esőben szárazpályás gumikon történt ahol Webber beragadt, így a német 3. lehetett, de Button lerajtolta az első körben. A 16. körben a Blanchimontból kijövet a buszmegálló sikánban a belső íven akart elmenni elmenni Button mellett azonban nem fért be mellé, balra rántotta kormányt, hogy elkerülje az ütközést, azonban ez nem sikerült neki mivel ekkor már féktávon voltak. Autója keresztbe állt és belecsúszott a Buttonba, aki emiatt kiállni kényszerült. Vettelnek csak az első légterelője sérült, a boxba hajtott, így folytatni tudta a versenyt. Később bokszutca áthajtásos büntetést kapott a baleset miatt és így végül visszaesett a 12. helyre. Ekkor még volt esélye néhány pontra azonban Adrian Sutil előzésekor letörte a Force India első légterelőjét és defektet kapott, végül 15. lett.

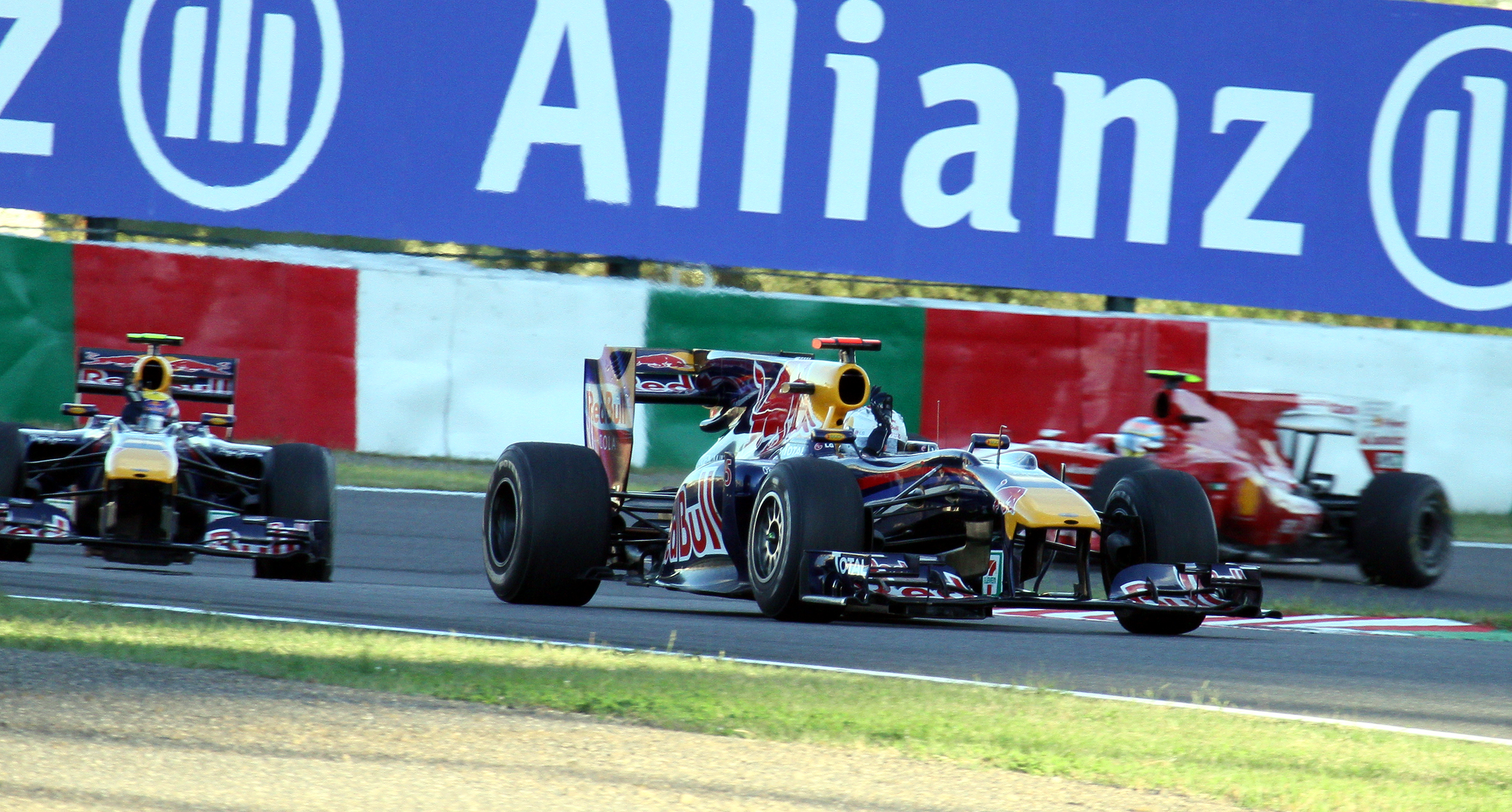
Vettel a japán nagydíj levezető körén

Ezután jött az Olasz nagydíj, amin egyáltalán nem volt versenyképes a Red Bull. Vettel az időmérőn 6. lett míg csapattársa 4., de a futamon zseniális boxtaktikával 4. helyre jött fel míg Webber 6. lett. A versenyt Fernando Alonso nyerte.
A szingapúri nagydíjon a második helyről indulhatott csak Alonso mögül, mivel megcsúszott a gyors körén. A versenyen tudta tartani a tempót Alonsóval az utolsó körben néhány pillanatig úgy tűnt, hogy megpróbálhatja megelőzni, de a hátrányuk miatt a világbajnokságot tartották a legfontosabbnak és nem kockáztattak.
Japánban a szakadó eső miatt vasárnapra halasztott időmérőn Vettelé lett a pole. A rajtnál simán eljött és végig vezetve megnyerte a versenyt Mark Webber és Alonso előtt. Ekkor 14 pont volt a hátránya a világbajnokságban Webber előtt és Alonsóval volt pontegyenlőségben.
Ezután jött a koreai nagydíj. A kvalifikáción megszerezte a pole-pozíciót Webber és Alonso előtt. A mezőny az erős eső miatt a biztonsági autó mögül rajtolt, majd a versenyt a 3. körben az egyre hevesebben szakadó eső és a látási viszonyok miatt piros zászlóval megállították. A verseny egy órán keresztül állt majd még 14 körig a biztonsági autó mögött folytatódott. Amikor a 17. kör után elengedték a mezőnyt. A Red Bullnak ott kezdődött a dráma amikor Webber 19. körben a falnak csapta az autóját és kiesett, azonban a pályára visszapördülő autó magával rántotta Rosberget is. Vettelnek ekkor hatalmas lehetőség nyílt meg a világbajnoki cím megszerzésére. Vettel a 46. körig vezette a versenyt de ekkor motorja meghibásodott és kiesett.
Ekkor úgy tűnt, Vettel elvesztette reális esélyeit a világbajnoki cím megszerzésére, mivel Alonso győzött. A spanyol vezette a világbajnokságot 11 ponttal Webber és Hamilton előtt, Vettel ekkor már 25 pontra volt az tőle.
A brazil nagydíj időmérése esős körülmények között zajlott, nagy meglepetésre a Q3-ban a felszáradó pályán Nico Hülkenberg szerezte meg a pole-pozíciót Vettel és Webber előtt. A verseny már száraz pályán zajlott, Vettel simán lerajtolta Hülkenberget, majd végig vezetve megnyerte a futamot Webber és Alonso előtt. Alonso ekkor még mindig vezette világbajnokságot 8 ponttal második Webber, és 15 ponttal a harmadik Vettel előtt.
Az évadzáró abu-dzabi nagydíjon megszerezte a pole pozíciót Hamilton és Fernando Alonso előtt, míg csapattársa csak az ötödik lett. Vettel a rajtnál megtartotta az első helyét, míg Button lerajtolta Alonsót. Mikor elkezdtek kopni a gumik, Webbert behívták a boxba, majd Alonso is így tett, attól félve hogy Webber megelőzni. Végül beragadtak Nico Rosberg és Vitalij Petrov mögé akik az első kör végén kereket cseréltek (biztonsági autó fázis alatt). Vettelék kiautóztak annyi előnyt, hogy visszajöjjenek Petrovék elé a kerékcsere után, azonban Robert Kubicának is sikerült Alonso elé visszajönnie. A spanyol nem tudott feljönni a negyedik helyre, ahogy Webber sem tudott előrelépni, így a futamgyőztes Vettel (Alonso csak 7. lett) 4 pont előnnyel megnyerte a világbajnokságot Alonso és 14 ponttal Webber előtt.

#### A második világbajnoki cím – 2011
Vettel 2011-ben is a Red Bullal folytatta pályafutását.
A bahreini nagydíjat politikai okok miatt elhalasztották, így az évadnyitó futam az ausztrál nagydíj lett. Vettel az időmérőn a körrekordot futva, 8 tized másodpercet verve a második Hamiltonra megszerezte a pole-pozíciót. Végül végig vezetve megnyerte a futamot is több mint 20 másodperccel Hamilton előtt, meglepetésre a harmadik az orosz Vitalij Petrov lett. Vettel előnye természetesen ekkor 7 pont volt
A következő futam a maláj nagydíj volt. Itt már szorosabb küzdelemben, de megszerezte a pole pozíciót. Ismét Hamilton lett a második csak most már csak 1 tized másodperc hátrányban. A futamon nem történt semmi különleges, Vettel könnyedén nyerte a versenyt Jenson Button és Nick Heidfeld előtt. Hamilton csak a nyolcadik lett. A német ekkor már ekkor magabiztosan, 24 pontos előnnyel vezette a bajnokságot.

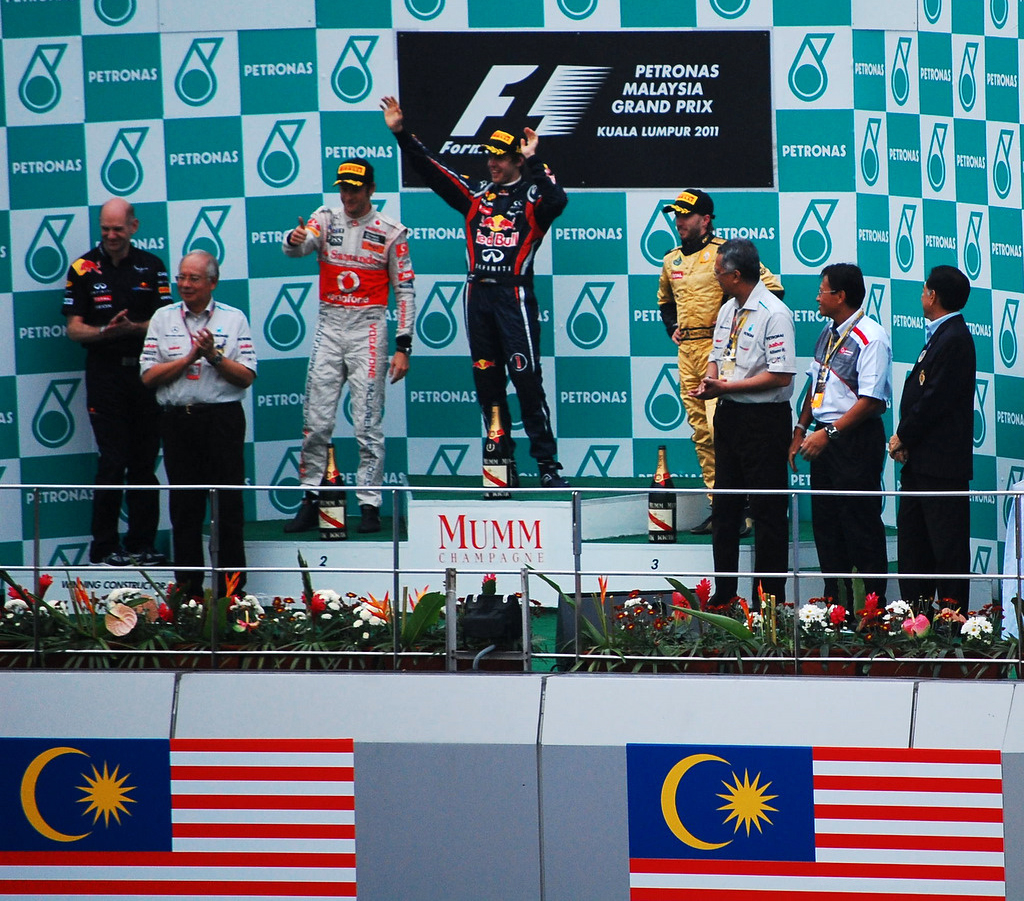
A győztes Vettel a maláj nagydíj dobogóján

Az ezt követő futamon a kínai nagydíjon ismét hatalmas előnnyel megszerezte a pole-pozíciót. A futamon elrontotta a rajtot és visszaesett a harmadik helyre. Ekkor a két McLaren vezette a versenyt, Sebastian a harmadik volt. Vettel az első boxkiállás után átugrotta a két McLarent, de Rosberg aki két körrel korábban kiállt a boxba az élre állt. Ezért a kétkiállásos taktika mellett döntött és bár az élre állt, Hamilton 4 körrel a verseny vége előtt megelőzte és megnyerte a versenyt, Vettel második lett.
A török nagydíjon negyedszerre is megszerezte a pole-pozíciót. A futamot Vettel ismét megnyerte. Először született az évben Red Bull kettős győzelem (Webber lett a második és Alonso a harmadik).
A következő verseny a spanyol nagydíj volt. Az időmérőn először tudták megverni Vettelt, aki második lett, a pole pozíciót Webberé szerezte. Másnap Vettel lerajtolta a csapattársát, de eközben Alonso a negyedik helyről az élre állt. A spanyol azonban nem választott jó boxstratégiát, csak körhátrányban, az ötödik helyen ért célba. Vettel autójában a verseny utolsó köreiben nem működött a KERS, de Hamilton pozícióját megvédte Hamiltontól és megnyerte a versenyt.
A monacói nagydíjon ötödszörre szerezte meg a pole pozíciót. A rajt után megtartotta vezető pozíciót, de elrontották a boxkiállását és visszaesett a második helyre. A 33. körben Massa kiesett és a baleset miatt beküldték a biztonsági autót. Vettel nem jött be gumiért és így az élre állt. Úgy döntött, megpróbál végig menni egy kiálláson. Az utolsó körökre nagyon elhasználódtak a gumijai, azonban a 68. körben tömegbaleset történt. A pályára érkező mentő miatt a 72. körben piros zászlóval megállították a versenyt ami viszont azt jelentette, hogy Vettel időveszteség nélkül gumit cserélhet. Vettel a hátralévő hat kört már végig vezette az új gumiknak köszönhetően és megnyerte a versenyt.
Következett a kanadai nagydíj. Vettel az időmérőn ismét megszerezte a pole-pozíciót. A verseny csak a Safety ar mögül rajtolhatott el az ekkor szemerkélő esőben. A verseny a 4. körben kezdődött el lényegében. A 20. körben sokkal hevesebben kezdett el szakadni az eső mint eddig. Annyira, hogy be kellett küldeni ismét a biztonsági autót. A 25. körben az egyre hevesebben szakadó eső és a látási viszonyok miatt piros zászlóval megállították a futamot, csak 2 óra múlva indították újra. Heidfeld balesete miatt ismét be kellett küldeni a biztonsági autót így Button és Webber felzárkózott Vettelre és a mögötte haladó Schumacherre. Miközben Webberék megelőzték Schumachert Button feljött a második helyre és elindult Vettel után, akit az utolsó körben utol is ért. Vettel a 7-es kanyarban megcsúszott és Button elment mellette, így második lett a német.
Az európai nagydíjon ismét megszerezte a pole-pozíciót, majd rajt-cél győzelmet aratva megnyerte a versenyt Alonso és Webber előtt. Vettel előnye ekkor már 77 pont volt.

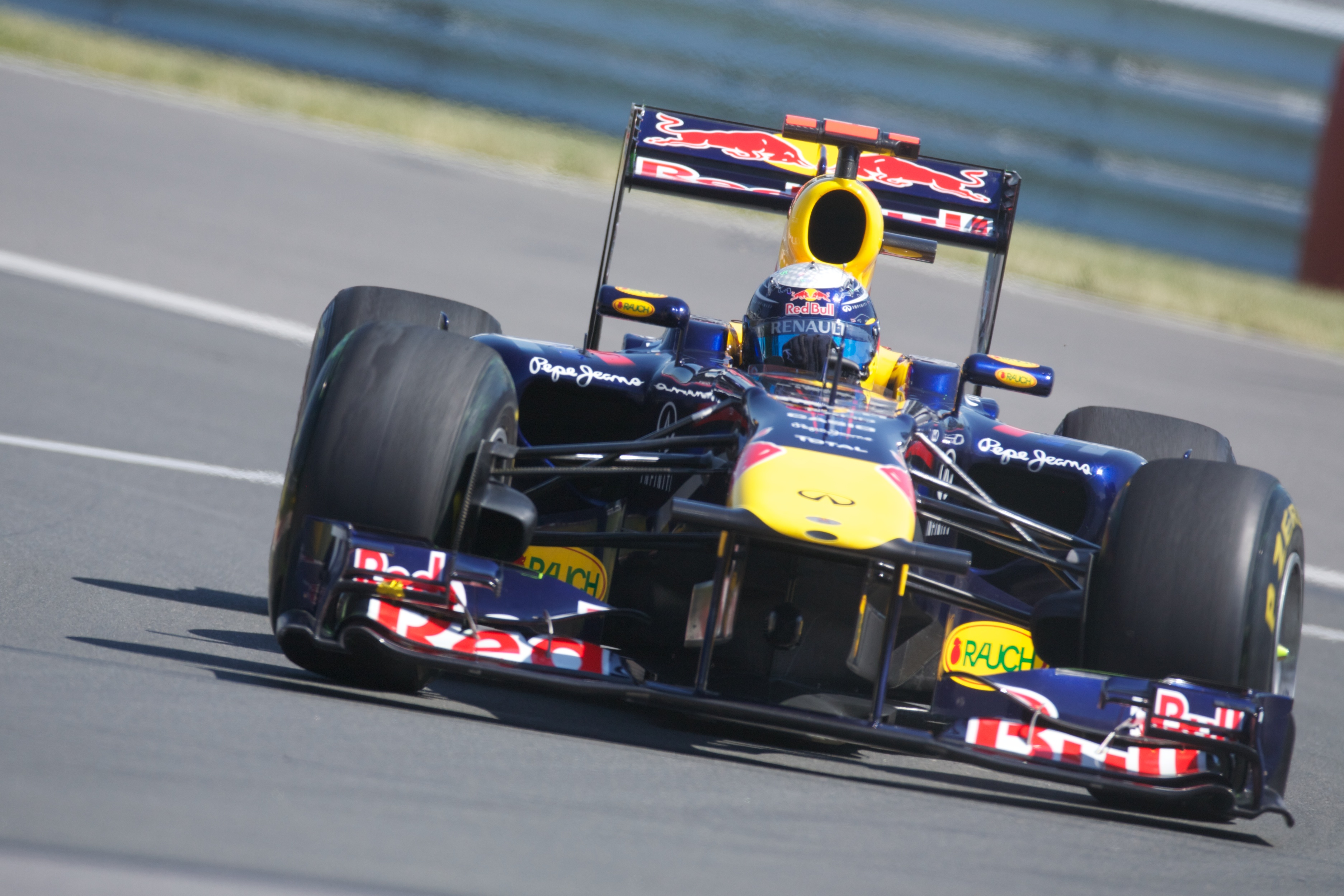
Kanadában

Következett a brit nagydíj. A Q3-ban az első körök után Webber állt az élre amikor elkezdett szakadni az eső, ezzel gyakorlatilag eldőlt az időmérő edzés. Másnap a verseny vizes pályán kezdődött. Vettel lerajtolta Webbert és az élre állt, azonban elrontották az egyik boxkiállását így végül Alonso állt az élre, aki meg is nyerte a versenyt. Vettel a második lett míg Webber a harmadik.
Vettel hazai futamán, a német nagydíj kvalifikációján "csak" a harmadik lett az első Webber lett. Nem sokkal a rajt után megpördült és visszaesett az ötödik helyre. Ebben a pozícióban maradt az utolsó körig amikor a boxkiállásánál megelőzte Massát és feljött a negyedik helyre. Ez volt az eddigi legrosszabb helyezése ebben az évben.
Majd jött a magyar nagydíj, ahol Ismét övé lett a pole. A futam ismét esős körülmények között zajlott. Vettel visszaesett a harmadik helyre, de a második Hamiltont megbüntették veszélyes manőver miatt, így a német a második helyen ért célba.
A belga nagydíjon, a változékony körülmények között zajló időmérőn megszerezte a pole pozíciót, majd a futamon elsőként ért célba Webber és Button előtt.
Az előzetes számítások szerint a monzai gyors pálya nem feküdt a Red Bullnak, azonban Vettel gyakorlatilag 450 ezredmásodperccel verte a második helyezett Hamiltont. A rajt után Alonso az élre állt, majd a rajt után történt baleset miatt beküldték néhány körre a biztonsági autót. Vettel az ez utáni első körben megelőzte Alonsót, innentől végig vezetve nyerte a versenyt győzött.
A szingapúri nagydíjon ismét megszerezte a pole-t. Másnap simán elrajtolt és vezette a versenyt. 6 körrel a futam vége előtt a második Button elkezdett felzárkózni rá, de nem tudta megelőzni a németet, aki újabb győzelmével egy pont híján bebiztosította bajnoki címét.
A következő futam a japán nagydíj volt. Az időmérőn mindössze 9 ezredmásodperc előnnyel szerezte meg a pole-pozíciót Button előtt. A futamon a rajtnál meg tudta tartani az első helyet, azonban a második kiállásánál rossz volt a kivezető köre, így Button elment mellette, a harmadik kiállásnál pedig forgalomba került, így Alonso is megelőzte. A versenyt Button nyerte, akinek a futam előtt még volt némi esélye a bajnoki címre, de ennek már nem volt jelentősége, mivel Vettel a harmadik lett. Vettel előnye ugyan 114 pontra csökkent, de ez már behozhatatlan volt. Vettel ezzel mindössze 24 évesen és 98 naposan kétszeres világbajnok lett.
A koreai nagydíjra már világbajnokként érkezett. Szombaton az időmérőn először az évadban Lewis Hamilton meg tudta verni a Red Bullt az időmérőn Vettel így csak a 2. lett. A futamon azonban Vettel nem sokkal a rajt után megelőzte Hamilont és innen végig vezetve megnyerte versenyt. Hamilton 2. Webber 3. lett.
Majd jött a Formula–1 történetének első indiai nagydíja. Vettel simán megszerezte az első rajtkockát. Másnap a futamon simán eljött a rajtnál elsőként innen pedig megszerezve 1. Grand Slamjét (Az adott versenyző egy hétvégén megszerzi a pole-pozíciót, meg futja a leggyorsabb kört, megnyeri a versenyt (mesterhármas) ezen felül még a verseny minden pillanatában vezeti versenyt) megnyerte a futamot. A 2. Button a 3. Webber lett.
A következő futamon az abu-dzabi nagydíjon nehezen de megszerezte a pole-pozíciót és ezzel beállította Nigel Mansell 1992-es rekordját (14 pole-pozíció egy adott szezonban). A futamon azonban jött az ami még nem volt ebben a szezonban. Vettel simán eljött a rajtnál azonban az első kanyarban túlságosan ráment a rázókőre és defektet kapott. Vissza tudott jönni a boxba, de ott kiderült, hogy megsérült a hátsófutómű így feladni kényszerült a versenyt. A futamot Hamilton nyerte a 2. Alonso míg a 3. Button lett.
Aztán jött az évadzáró brazil nagydíj. Vettel ismét megszerezte a pole-pozíciót ezzel megdöntötte az egyik legkomolyabb rekordot a Formula–1-ben. A futamon a rajtnál megtartotta a vezető pozíciót de a futom egy állítólagos váltóhiba miatt kénytelen volt átadni az első helyet csapattársának és így ő csak 2. lett végül a futamot Webber nyerte ebben az évben először a harmadik Button lett. Többek szerint a "váltóhiba" csak egy burkolt csapatutasítás volt ugyanis amikor Webber megelőzte a csapattársát egyértelműen látszott hogy Sebastian védekezés nélkül elengedte és Webber a győzelemmel bajnokságban egy pozíciót javított.
A bajnokságot ismét Vettel nyerte 392 ponttal, a második Jenson Button lett már komoly hátrányban 270 ponttal, a harmadik Mark Webber lett 258 ponttal, a negyedik Fernando Alonso lett 257 ponttal, az ötödik Lewis Hamilton lett 227 ponttal, őket követte Massa, Rosberg és Schumacher.
A konstruktőri világbajnok a Red Bull Racing lett 650 ponttal, a második a McLaren míg a harmadik a Ferrari lett.

#### A harmadik világbajnoki cím – 2012
Sebastian Vettel 2012-ben a Red Bullnál folytatta pályafutását. Az évad előtt komoly változtatások történtek a szabályokban ami felborította az erősorrendet.

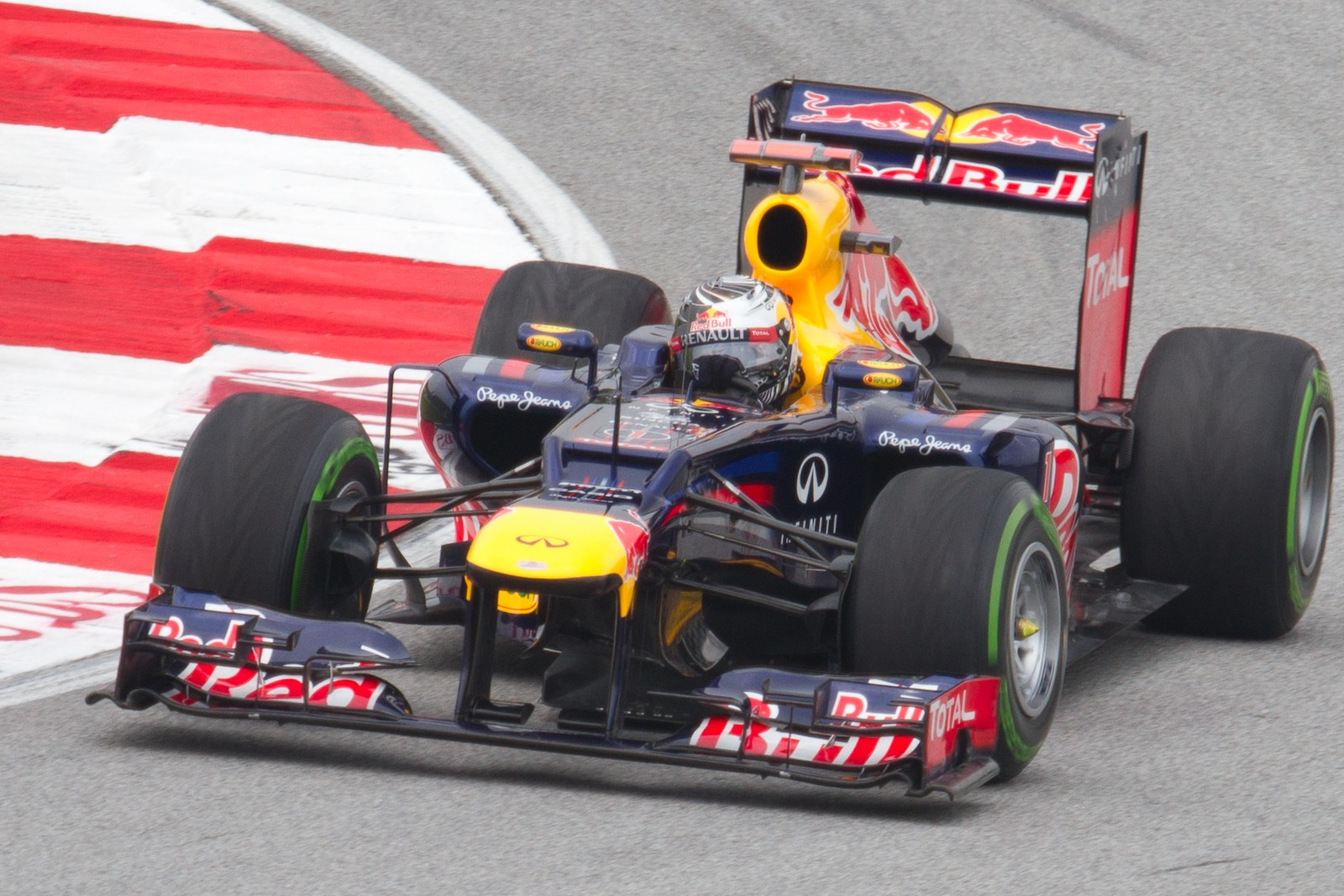
Vettel a 2012-es maláj nagydíjon

Az évadnyitó ausztrál nagydíjon az időmérőn csak a 6. helyet sikerült megszereznie. Amely rosszabb volt mint az előző évi bármely rajthelye. A futamon azonban jobban szerepelt. Vettel kis híján megnyerte a versenyt azonban Jenson Button diadalmaskodott.
Következett a maláj nagydíj. A kvalifikáción a 6. helyet szerezte meg. Az esőtől kaotikus futamon a 4. helyre jött előre azonban az utolsó előtti körben egy lekörözés közben Narain Karthikeyan kiütötte. A futamot Alonso nyerte. Vettel a futam után a középső ujja mutogatásáért figyelmeztetést kapott.
A kínai nagydíjon kiesett a Q2-ben és csak a 11. helyről indulhatott. A futamon a 2. helyre zárkózott fel azonban a verseny végére végérvényesen elkopó gumijai miatt az 5. helyre esett vissza. A versenyt Nico Rosberg nyerte.
A bahreini nagydíjon ez évben először sikerült megszereznie a pole-pozíciót. A futamon nagy csatában de sikerült megvédeni az első helyét Räikkönen ellen. A győzelemmel 4 ponttal átvette a vezetést a bajnokságban.
A spanyol nagydíjon, csak a 7. helyről indulhatott. A futamon csak a 6. helyen ért célba de a vezető pozícióját meg bírta tartani a világbajnokságban.
A monacói nagydíjon csak a 9. helyet szerezte meg az időmérőn. A futamon a 4. helyre sikerült felzárkózni azonban ismét 3 pontos hátrányba került a bajnokságban Alonso mögött.
A hetedik futam a kanadai nagydíj volt. Vettel megszerezte a pole-pozíciót. A futamon a rossz gumitaktika miatt csak a 4. lett. A bajnokságban visszaesett a 3. helyre, azonban mindössze 3 pont választotta el a világbajnokságot vezető Hamiltontól.
A következő futam az európa nagydíj volt. Vettel az idényben harmadszor is megszerezte a pole-pozíciót. A futamon óriási előnyt épített ki, azonban egy baleset után beküldték a biztonsági autót így minden előnyét elvesztette. Két körrel az újrarajtolás után a generátor hibája miatt kiesett a versenyből. Alonso azonban győzött, míg Vettel és Hamilton is kiesett. Alonso óriási, 20 pontos előnyre tett szert a bajnokságban, amivel hatalmas lehetőséghez jutott.
Jött a brit nagydíj. A 3. helyre kvalifikált, majd a futamon egy helyet előrelépve a 2. lett. Vettel hátránya 29 pontra nőtt.
A 10. futam Vettel hazai futama a német nagydíj volt. A 2. helyre kvalifikált. Ott is fejezte be a futamot, azonban szabálytalanul előzött a futamon, ezért az 5. helyre sorolták vissza. Vettel ekkor már 44 pontos hátrányban volt.
A következő futam a magyar nagydíj volt. A 3. helyre kvalifikált, a futamot végül a 4. helyen fejezte be. Alonson 2 pontot hozott, aki ekkor már a második helyezettel szemben nyomasztó 40 pontos fölényben volt.
A belga nagydíjon Alonso tömegbaleset áldozata lett. Vettel a 10. helyről rajtolva a 2. lett, miután a rajtnál az élmezőny nagy része megsemmisült.
Az olasz nagydíjon ismét a generátor hibája miatt kiesett, míg Alonso 3. lett.
Azonban jött a fordulat a soron következő négy nagydíjat az indiai nagydíjjal bezárólag megnyerte. Ekkor már 13 pontos előnnyel vezette a bajnokságot.
A következő két futamon szerzett egy 3. és egy 2. helyet. Az évadzáró futam előtt 13 ponttal vezette a bajnokságot.
Az évadzáró brazil nagydíjon a 4. helyről indulhatott. A rajtnál az utolsó helyre esett vissza, ekkor úgy tűnt minden esélye elszállt. Azonban a 6. helyre zárkózott fel, Alonso pedig a 2. lett. Összesen 281 pontot szerzett, míg Alonso 278-at. Ezzel minimális előnnyel, de mindössze 25 évesen háromszoros bajnok lett.

#### A negyedik világbajnoki cím – 2013

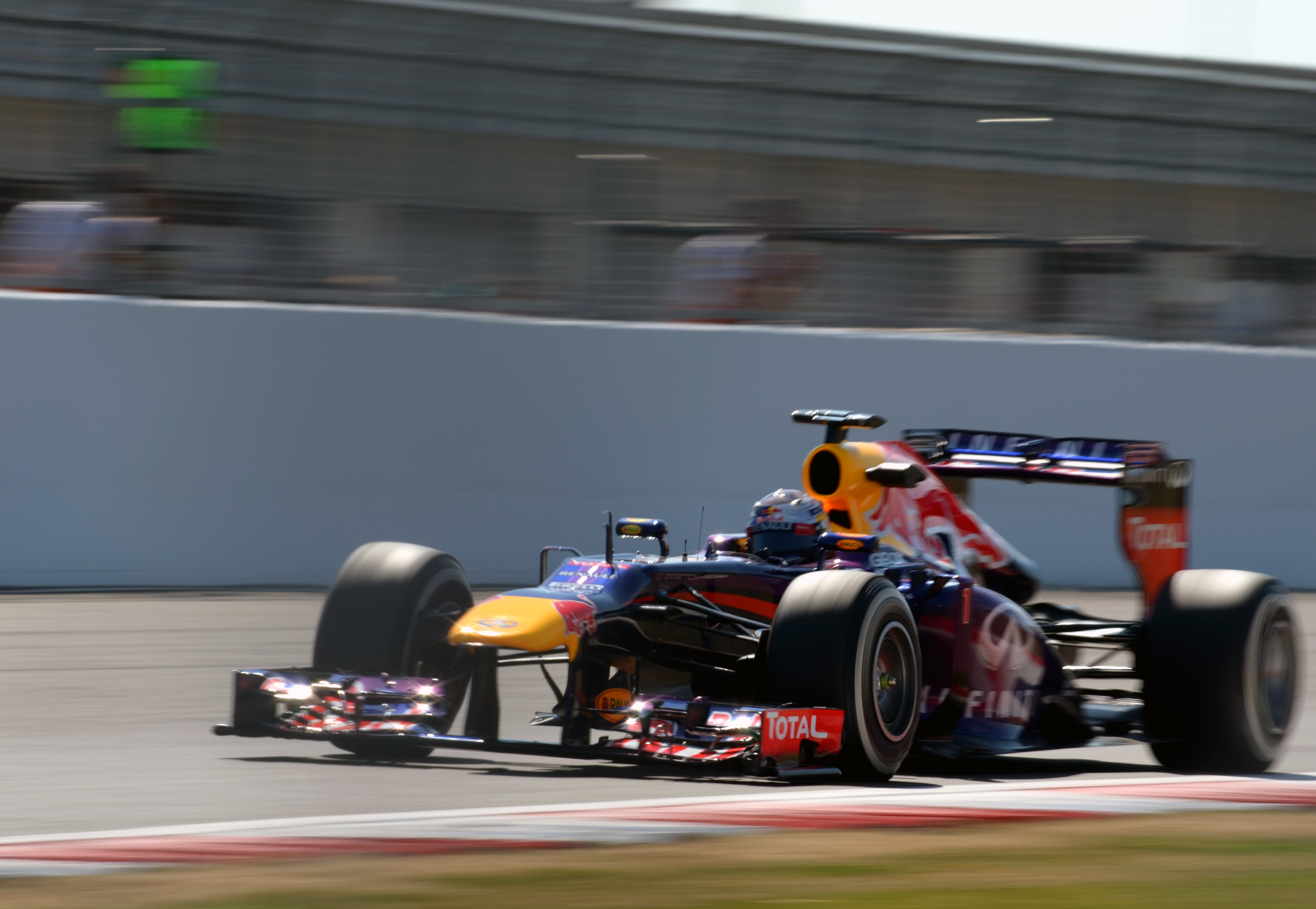
A 2013-as silvertoni teszten

Vettel 2013-ban az ötödik évét kezdte meg a Red Bullal. A szabályokban jelentős változások nem történtek, tehát Vettel tartani tudta az előző év végi jó formáját.
Az ausztrál nagydíj kvalifikációján viszonylag jelentős előnnyel megszerezte a pole pozíciót. Másnap a futamon a rajtnál jól tudott eljönni, de a nagy gumikopás és a boksztaktika miatt csak a 3. helyen végzett. A futamot Kimi Räikkönen nyerte.
Egy hét múlva a maláj nagydíjon az időmérő edzést a változékony körülmények között hatalmas fölénnyel nyerte a két Ferrari előtt. Vasárnap a futam szintén esős körülmények között kezdődött. Riválisa, Alonso a második kanyarban nekicsúszott Vettelnek. Vettel autója sérülés nélkül megúszta, azonban Alonso egy körrel később kicsúszott, és kiesett a versenyből. Vettel az ötödik körben kiállt száraz pályás gumikért, ami túl korainak bizonyult, emiatt visszaesett a második helyre. Ekkor csapattársa Webber vezetett, Vettel volt a második, mögöttük a két Mercedes haladt Hamilton, Rosberg sorrendben.
Vettel a 42. körben kiállt a második helyről kereket cserélni. A következő körben az élről Webber is kiállt, akit addigra Vettel majdnem megelőzött a gyors kivezetőköre miatt. "Get him out of the way. He is too slow." – hangzott el a háromszoros bajnok rádióüzenete a csapat felé. Ám a csapat Webber-Vettel sorrendben várta a leintést, nem akarták, hogy esetleg a 2010-es török nagydíjon történtek megismétlődjenek. Vettel szorosan követte csapattársát, majd két körrel később, a csapatutasítást megtagadva, a 46. körben a bokszutca fala és Webber autója közti szűk résben próbálta megelőzni sikertelenül, majd kanyarokon keresztül autó-autó elleni kemény csatában előzte meg csapattársát saját maga és Webber célba érését kockáztatva. Vettel végül megnyerte a versenyt és átvette a vezetést a bajnokságban 9 ponttal Räikkönen előtt. Az eset óriási port kavart, Vettel ugyanis egyértelműen megtagadta a csapat utasítását, ezzel tovább romlott a kapcsolat a két csapattárs között. A német versenyző rövidesen bocsánatot kért a csapat tagjaitól, ám Kínában, a sajtótájékoztatón már kijelentette, hogy hasonló helyzetben ugyanezt tenné.
A kínai nagydíjon csak a 9. rajtpozíciót szerezte meg az időmérőn. A versenyt a 4. helyen fejezte be. A futamot Alonso nyerte. Az előnye a vb pontversenyben 3 pontra csökkent.
Egy héttel később Bahreinben a 2. pozíciót szerezte meg az időmérőn Nico Rosberg mögött. A versenyen Alonso lerajtolta, de pár kanyarral később visszavette a 2. helyet és a 3. körben Rosberg mellett is elment. A futamot nagy előnnyel nyerte a két Lotus előtt. A világbajnokságot ekkor 10 pont előnnyel vezette Räikkönen előtt.
Az ezt követő versenyen, a spanyol nagydíjon a 3. helyről indulva 4. lett. A versenyt Alonso nyerte. Ezzel az egyéni vb-n a verseny előtti 10 pontos előnye 4 pontra csökkent.
Monacóban a két Mercedes mögül a 3. helyről indult. A rajtnál is maradt ez a sorrend. A versenyt szinte minden csapat két kerékcserével próbálta teljesíteni, viszont Massa a falhoz csapta a Ferrarit, így a biztonsági autó bejött a pályára. A kiállásoknál az SC-fázis alatt mind a két Red Bull megelőzte Hamiltont. A futamot később baleset miatt leállították, végül Rosberg mögött másodikként ért célba és tovább növelte előnyét a vb összetettben.
Kanadában az időmérőn esős körülmények között szerezte meg a pole-t. A futamot nagyon simán nyerte Alonso és Hamilton előtt. A világbajnokságot ekkor 132 ponttal, 36 pontos előnnyel vezette Alonso előtt.
Silverstone-ban a két Mercedes mögül a harmadik helyről indult. A futamot sokáig vezette azonban váltóhiba miatt kiesett. Az előnye a pontversenyben 21 pontra csökkent.
Hazai versenyén, a Nürburgringen a második helyet szerezte meg az időmérőn. A versenyen lerajtolta Hamiltont és a két Lotus előtt nagy taktikai csatában először nyert hazájában. A pontversenyben ekkor 157 ponttal állt az élen.
Magyarországon Hamilton az utolsó pillanatokban megszerezte az első rajtkockát így csak a második helyről indult. A versenyen Hamilton és Räikkönen mögött a harmadik helyen ért célba.
A belga nagydíj második és harmadik szabadedzését is megnyerte. A szoros időmérőn másodikként végzett Hamilton mögött. A verseny első körében az Eau Rouge után a Kemmel-egyenesben megelőzte a brit versenyzőt és a futamot végig uralva nyert. Ezzel a győzelemmel 46 pontra nőtt az előnye a pontversenyben.
Az olasz nagydíjon egész hétvégén jól szerepelt, majd az időmérőn megszerezte az első rajtkockát. A versenyen magabiztosan vezetve nyert, habár az utolsó 15 körben váltóproblémái voltak. 53 pontra növelte előnyét az összetettben.
A szingapúri nagydíjon egész hétvégén dominált, végül 3. Grand Chelemjével távozott. Előnye 60 pont az összetettben.
A koreai nagydíjon a pole-pozícióból rajtolt, habár közel volt a követőboly, simának nevezhető győzelmet aratott, a két biztonsági autó sem tudta kizökkenteni. Újabb Grand Chelemet szerzett, és 77 pontra növelte az előnyét az összetettben.
Az indiai nagydíjon elsőként ért célba, ezzel megszerezve negyedik világbajnoki címét. Győzelmével csapata is elnyerte a konstruktőri világbajnoki címet, szintén zsinórban negyedszer.

#### 2014

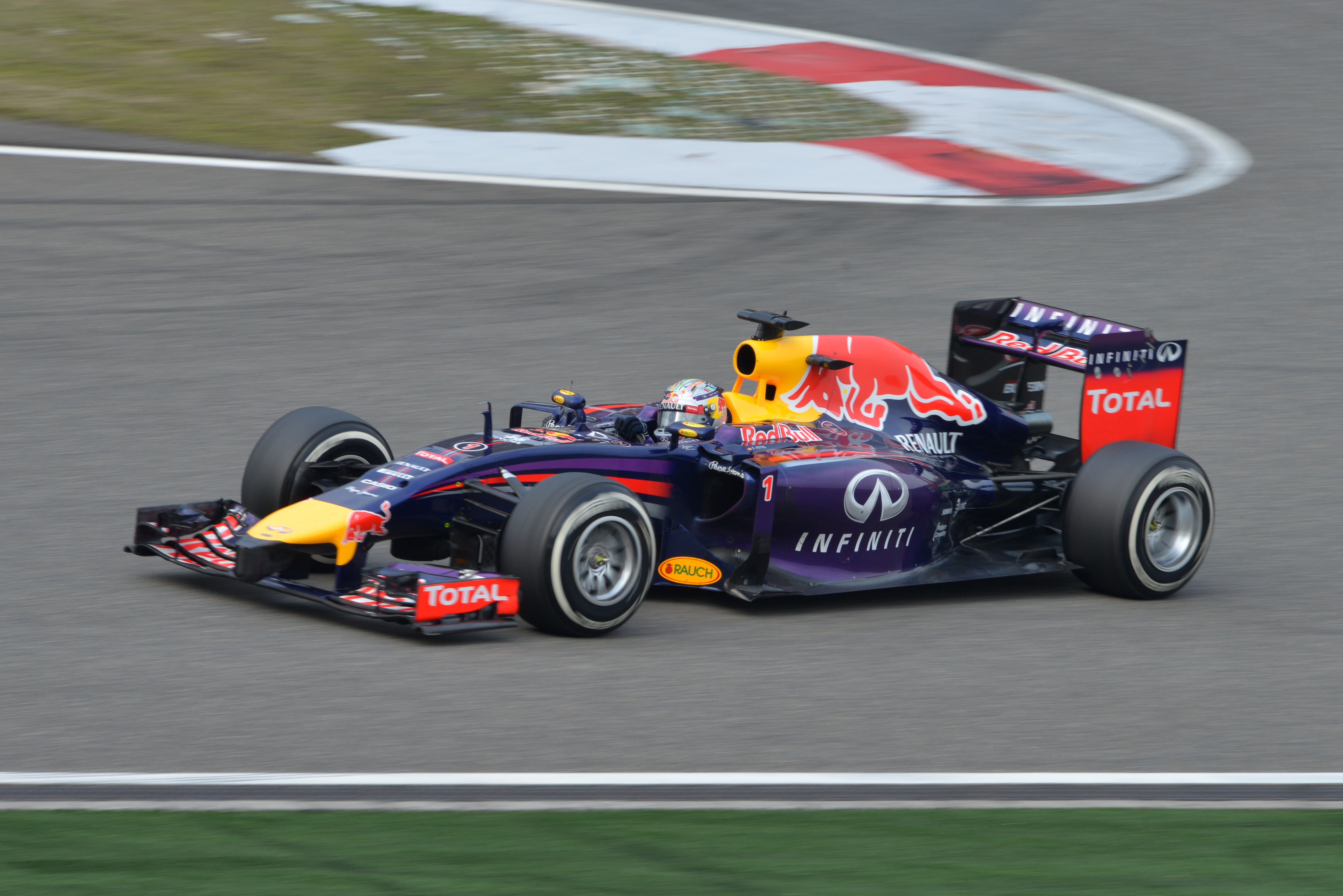
Vettel a 2014-es kínai nagydíjon

2014-ben a csapattársa Daniel Ricciardo lett. A Red Bull jelentősen visszaesett a szabály- és motorváltoztatások miatt és a német csak küszködött az autóval. Vettel a bajnokságban 5. helyen végzett 167 ponttal, csúnyán kikapva a csapat új tehetségétől.

#### 2015
2015-től a Ferrarinál versenyez menekülve a meggyengült Red Bull istállójától, Kimi Raikkönen csapattársaként aki, így második számú pilóta lett az olaszoknál. Az 1-es rajtszámot 5-ösre cserélte, mivel 2014-ben nem tudta megvédeni világbajnoki címét.

#### 2016
A 2016-os év győzelem nélkül telt az olaszoknál, bár Vettel hétszer is dobogóra állhatott és ezzel a 4. helyen zárta az évet 212 ponttal.

#### 2017
Az új technikai előírások jelentős változtatásokat hoztak az autók megjelenésében és tempójában is. A Ferrari hosszú idő után először épített versenyképes autót mellyel Vettel sokáig harcban állt a világbajnoki címért Lewis Hamiltonnal.
A nyári szünetig a Ferrari és Vettel kiegyensúlyozottan teljesítve vezette az egyéni világbajnokságot. A szezon második felében, azonban a Ferrari elmaradt a Mercedessel folytatott versenyben és Vettel is egyre többet hibázott (Bakuban forrófejűségének lettek komoly következményei, Szingapúrban rajtbaleset egyik résztvevője és kiváltója volt). A reményei a Mexikói nagydíj után foszlottak szerte, amikor is Hamilton akkora előnyt épített ki, hogy egy 9. hellyel megszerezte a 4. világbajnoki címét Vettel előtt.

#### 2018

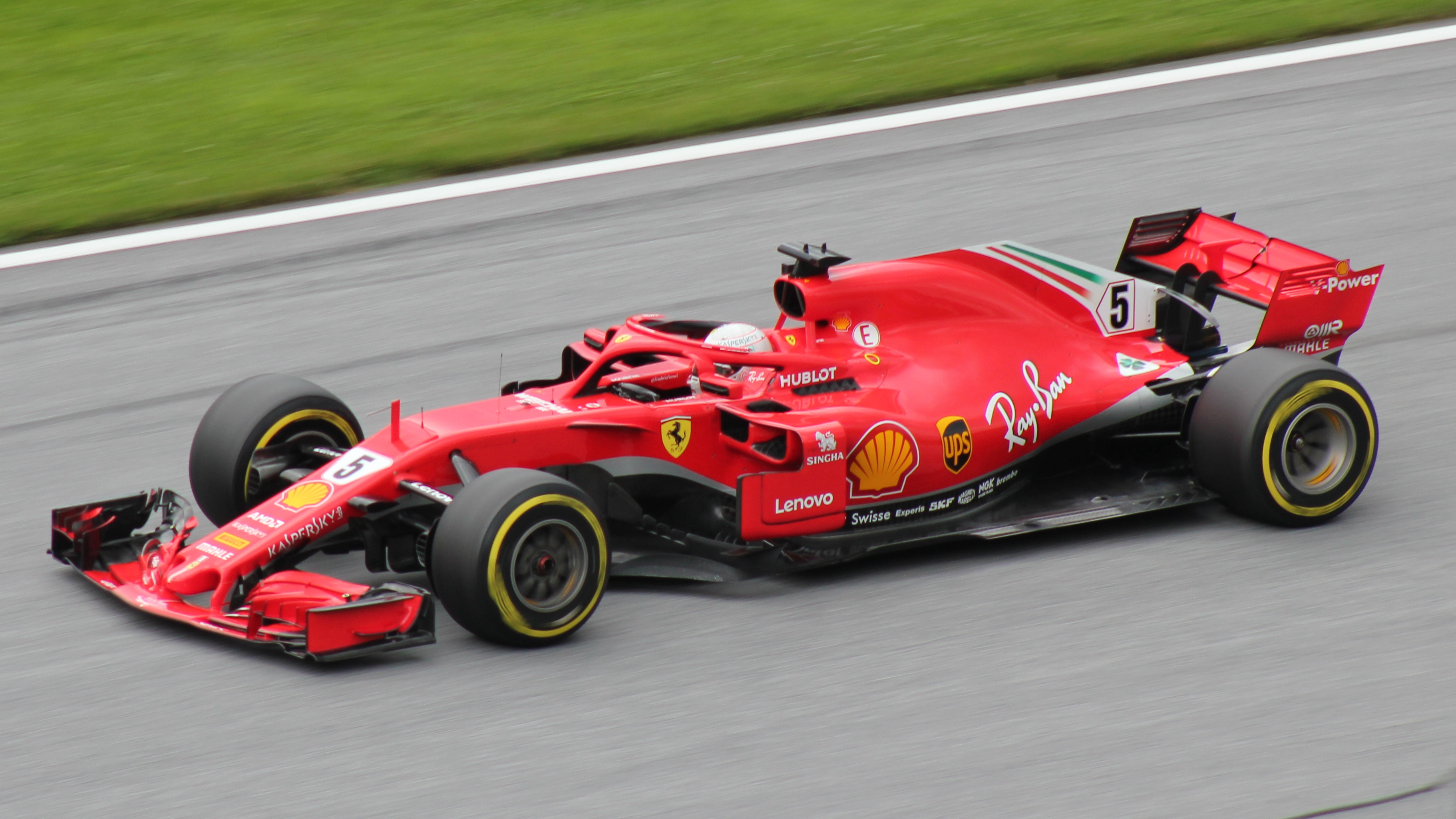
Vettel a 2018-as osztrák nagydíjon

2018-ra a technikai szabályok minimális mértékben változtak többek között, az autókon betiltották a cápauszonyokat valamint a T-szárnyakat. A Ferrari a szezonra egy kiválókonstrukciót épített. A szezonnyitó ausztrál nagydíjon egy biztonsági autós szakasznak is köszönhette győzelmét, valamit a rögtön ezt követő bahreini versenyen rajt-cél győzelmet aratott. A harmadik versenyhétvégén Kínában is birtokolta a pole-pozíciót a versenyen egészen a 43. körig esélye volt a dobogóra azonban az utolsó visszafordítónál a Red Bull-os Max Verstappen elfékezte magát, majd megforgatta négyszeres bajnokot, ennek következtében még Nico Hülkenberg is elment mellette és csak a 8. helyen végzett. miközben Hamilton a 4. helyen látta meg a kockás zászlót. A negyedik hétvégén már nem meglepőmódon ismét a németé volt az elsőség. A nagydíj utolsó köreiben beküldték a Safety Cart amely szakasz után most Vettel a győzelemért támadta Valtteri Bottast, ám túl későn fékezett és nem, hogy a győzelmet de még a dobogóra sem állhatott fel. Az utolsó kört megkezdve a Mercedes finn versenyzőjének jobb hátsó abroncsát kilyukasztotta egy a pályán otthagyott karbondarab és feladni kényszerült az utolsó körében a nagydíjat az élről. Így aztán csapattársa állt az élre és végül nyert. Vettelt a 4. pozícióban intették le.
A spanyol nagydíj nem alakult valami jól a vörösöknek ugyanis a két ezüstnyíl előttük foglalta el az első két rajtkockát. A német csapat élt is a lehetősséggel és kettős győzelmet ünnepeltek miközben Vettel ismét 4. lett. A híres monacói utcai pályán egyik konstruktőri éllovas egyik pilótája sem nyerte meg az időmérőt, hanem Vettel korábbi csapattársa, Daniel Riccirado. A szűk utcai pályán szinte lehetetlen az előzés, és ezért az első rajthely nagyon sokat számít. A versenyen Ricciardo nyert Vettel a 2., Hamilton pedig a 3. helyen futott be. Kanadában meglepőmódon nem Hamilton vágott neki az élről a versenynek, hanem Vettel és rajt-cél győzelmet aratva megszerezte szezonbeli harmadik győzelmét. A 9 év után ismét visszatérő francia nagydíjon a 3. helyről várta a startot. Remekül rajtolt az első kanyar végén, egy pillanatig átvette a vezetést Hamiltontól, vissza kellett sorolnia, de túl későn fékezett a hideg abroncsokkal és eltalálta Valtteri Bottast, aminek következtében időbüntetést kapott és csak 5. lett miközben a Mercedes brit versenyzője nyert. Az osztrák nagydíj időmérő edzésén Vettel 3 helyes rajtbüntetést kapott, mert feltartotta Carlos Sainzot. A futamon viszont a két Mercedes és Ricciardo kiesése miatt a 3. helyen láthatta meg a kockás zászlót. A brit nagydíjon a 2. helyről rajtolhatott, de a rajtnál megelőzte Lewis Hamiltont, akit nem sokkal később Vettel csapattársa, Kimi Raikkönen forgatott meg. Ezt a helyet addig tartotta, amíg egy biztonsági autós fázis alatt ki nem állt friss abroncsokért, így Valtteri Bottas vett át a vezetést. A Safety Car után Vettel egy brilliáns manőverrel visszavette a vezetést és megnyerte a futamot. 
A német nagydíj ígéretesen indult Vettel számára: megszerezte hazai közönség előtt a pole-pozíciót. A verseny eleje száraz volt, viszont a 47. kör környékére megérkezett az eső, és a száraz gumikon kint maradó vettel benézte a Sachs-kanyar féktávját, és a falnak csapódott. A magyar verseny 65. körében összeértek Valtteri Bottasszal, viszont az autója csak egy kicsit sérült, és behozta a 2. helyre a ferrarit. A belga gp-n a 2. helyről lerajtolta Lewis Hamiltont, és simán megnyerte a futamot. Az Ferrari hazai, olasz nagydíján első körében összeütközött Lewis Hamiltonnal, megpördült és az utolsó helyre esett vissza, és a 4. helyig zárkózott fel a futam végére. A szingapúri nagydíjon a 3. helyről rajtolva megőrizte pozícióját és ezen a helyen is ért célba. Az orosz nagydíjon egy ideig küzdött Lewis Hamiltonnal, de végül a 3. helyen látta meg a kockás zászlót. Japánban egy elhamarkodott előzési manővert követően megpördült, és újra fel kellett zárkóznia. Végül 6. helyen intették le. Az Egyesült Államok nagydíján ismételten fel kellett zárkóznia, és a 4. helyen ért célba, ezzel életben tartva az egyre foszladozó világbajnoki álmait. Mexikóban a 4. helyről rajtolt, viszont a jó gumikezelés miatt a 2. helyen tudott célba érni. Ez azonban nem volt elég a világbajnoki versenyben maradáshoz, mert Lewis Hamilton ismét itt, elhódította előle a címet. A brazil nagydíjon hidraulikai problémákkal küzdött és csak a hatodik helyen tudott beérni. Az évadzárón a 2. helyen tudott beérni. Ezzel vettel 2. lett a világbajnoki pontversenyben, ahogy a Ferrari is a konstruktőri pontversenyben.

#### 2019
A 2018-as nyári szünet alatt a Ferrari Sergio Marchionne halála után, nem hosszabbított Kimi Raikkönennel, ezért Vettel csapattársa a Saubertől érkező Charles Leclerc lett. A téli teszteken remekelt az SF90 és a szezon favoritjának kiáltották ki a vörös alakulatot. Aztán Ausztráliában mindenki ledöbbent, mivel a Mercedesnek több mint fél másodperces előnye volt a Ferrarival szemben. Ennek megfelelően Vettel csak negyedik lett és egy rossz boxtaktikával még a Red Bullos Verstappen is megelőzte a németet. Bahreinben aztán fordult a kocka a Ferrari kisajátította magának az első sort. Vettel egy ideig vezette a futamot, azonban a Monacói csapattársa ezt el vette tőle. Később Vettel egy Hamilton elleni csatában megpördült és csak ötödik lett. Kínában megint a Mercedes volt az erősebb autó akik egy-kettőben látták meg a kockás zászlót, Vettel az ezredik futamon harmadik helyen ért célba. Azerbajdzsánban úgy tűnt, hogy megint a Ferrari a mérce, ám Vettel a két Mercedes mögött harmadik lett. Spanyolországba a Ferrari rengeteg fejlesztést hozott, de ennek ellenére még a dobogóra sem tudták felállni, Vettel negyedik lett. Monacóban Verstappen öt másodperces büntetésének köszönhetően második lett. Kanadában megszerezte a pole pozíciót, ám öt másodperces büntetést kapott egy vitatott szituáció miatt és csak második lett. Paul Ricardon a Ferrari és Vettel sem volt jó formában, ötödik lett. 
Ausztriában Vettelnek lett volna esélye a pole-ra, de a Q3-ban egy műszaki hiba miatt nem tudott mért kört futni. A futamon negyedik lett és ha nincs az elrontott kerékcsere harmadik lett volna. Angliában Vettel nem találta a ritmust, viszont egy kis szerencse miatt a harmadik helyen találta magát. Azonban mikor Verstappen megelőzte őt, egyszerűen felöklelte a hollandot. Ezért 10 másodperces büntetést kapott és csak tizenhatodik lett. A futam után elnézést kért Verstappentől. Hazai nagydíján mért kört sem tudott menni, így utolsó lett. A vasárnapi káosz futamon második lett. A Magyar nagydíjon az utolsó körökben előzte meg csapattársát és a harmadik helyen ért célba. Belgiumban 2. helyről rajtolt, viszont a csapat utasítására elengedte csapattársát, hogy az nyerni tudjon, így csak a negyedik helyen ért célba. Olaszországban már az ötödik körben megpördült és körhátrányban ért célba. Szingapúrban a 3. helyről rajtolva megszerezte első győzelmét a szezonban. Oroszországban a 3. helyről rajtolt, azonban a 26. körben motorhiba miatt ki kellett állnia. Az Amerikai nagydíjon a 8. körben eltört a jobbhátsó felfüggesztése és kiesett. Brazíliában a 2. helyről rajtolt, 6 körrel a leintés előtt összeért Leclerc-rel, miután a monacói támadta őt, majd Vettel defektet kapott és kiesett. Vettel a bajnokságban az 5. helyen zárta az évet 240 ponttal.

#### 2020
A 2020-as év a koronavírus járvány miatt csak júliusban indult. A gyenge Ferrari-motornak köszönhetően Vettel nehezen találta a ritmust és csapattársától is többször kikapott. Az esős Török nagydíjon remek versenyzéssel a 4. helyen haladt, az utolsó körben Leclerc hibázott és Vettel feljött a 3. helyre és megszerezte szezonbeli első dobogóját. Az utolsó Ferraris évét a 13. helyen zárta 33 ponttal.

#### 2021
2021-től az Aston Martinnál folytatja és Lance Stroll csapattársa lett. A Bahreini nagydíj időmérő edzésén Vettel már a q1-ben kiesett és 18. lett, majd 5 rajthelyes büntetést kapott dupla sárga zászló figyelmen kívül hagyásáért és büntetőpontokat is kapott. A versenyen a 44. körben Vettel felöklelte Ocont a célegyenes végén és 10 másodperces büntetést kapott. A monacói nagydíjon megszerezte első Aston Martions pontjait, 5. lett. Az azeri nagydíjon a 11. helyről rajtolhatott, a 14 körben egy ideig vezette a versenyt majd kerékcseréje után a 7. helyre esett vissza. A 29. körben csapattársa Stroll defektet kapott és a pályát övező betonfalnak csapódott, és ennek következtében beküldték a pályára a biztonsági autót. A Safety Car a 36. körben állt ki a mezőny elől, Vettel előbb Leclerc-t, majd egy körrel később Gaslyt megelőzve a 4. helyre jött fel. A 47. körben a versenyt vezető Verstappen defektet kapott, és a Red Bullja a célegyenesben csapódott a falnak, a versenyt a 49. körben félbeszakították. 
A versenyzők állórajttal folytatták az azeri nagydíjat, és Lewis Hamilton elfékezte az első kanyart és egészen a mezőny végére, a 16. helyre esett vissza, ezzel Vettel előre lépett a 2. helyre és megszerezte csapata első dobogóját. Az esős magyar nagydíjon vettel a 10. helyről rajtolhatott majd tömegbaleset miatt a 3. helyen találta magát, a versenyt piros zászlóval félbeszakították. Az időjárási viszonyok miatt az újraindításkor a pálya elkezdett felszáradni és a mezőny a boxból rajtolt kivéve Hamilton aki átmeneti esőgumival rajtolt, egy körrel később Hamilton kiállt a boxba kereket cserélni. Vettel a futamgyőzelemért harcolt Oconnal de nem sikerült megelőznie őt és Ocon nyerte a versenyt Vettel előtt. Pár órával később Vettelt kizárták a versenyből mert nem maradt elég üzemanyag az autójában. Vettel 2022 júliusában bejelentette, hogy a 2022-es szezon végén visszavonul a ====-ből.

## Formula–1-es rekordjai
Sebastian Vettel Formula–1-es pályafutása során szerzett, meg nem döntött rekordjai:
|   | Rekord                                 | Rekord         |
| - | -------------------------------------- | -------------- |
| 1 | Legfiatalabb pole-pozíciós             | 21 év, 72 nap  |
| 2 | Legfiatalabb világbajnok               | 23 év, 132 nap |
| 3 | Legfiatalabb kétszeres világbajnok     | 24 év, 98 nap  |
| 4 | Legfiatalabb háromszoros világbajnok   | 25 év, 138 nap |
| 5 | Legfiatalabb négyszeres világbajnok    | 26 év, 116 nap |
| 6 | Legtöbb pole-pozíció egy szezonban     | 15             |
| 7 | Legfiatalabb világbajnoki 2. helyezett | 22 év, 22 nap  |

## Eredményei
- 2001 Európa Junior gokartbajnok
- 2003 Formula BMW: második hely
- 2004 Formula BMW: bajnok
- 2006 Formula–3: második helyezés
- 2008 Formula–1: minden idők legfiatalabb pole-pozíciósa
- 2010 Formula–1: minden idők legfiatalabb világbajnoka
- 2011 Formula–1: minden idők legfiatalabb kétszeres világbajnoka, legtöbb pole-pozíció egy évben (15)
- 2012 Formula−1: minden idők legfiatalabb háromszoros világbajnoka
- 2013 Formula−1: minden idők legfiatalabb négyszeres világbajnoka, legtöbb győzelem egy évben (13 – Michael Schumacher 2004-es rekordjának beállítása), legtöbb győzelem sorozatban (9, belga nagydíj – brazil nagydíj), addigi legnagyobb pontelőny világbajnokságban: 155 pont

### Eredményei a Formula–1 előtt, rekordjai
| Szezon | Széria                  | Csapat                  | Versenyek | Első rajtkockák | Győzelmek | Pontok | VB helyezés |
| 2003   | Formula BMW             | Eifelland Racing        | 19        | 5               | 5         | 216    | 2           |
| 2004   | Formula BMW             | ADAC Berlin-Brandenburg | 20        | 14              | 18        | 387    | 1           |
| 2005   | Spanyol Formula–3       | Racing Engineering      | 1         | 0               | 0         | 8      | 15          |
| 2005   | Formula–3 Euroseries    | ASL Mücke Motorsport    | 20        | 0               | 0         | 57     | 5           |
| 2006   | Formula–3 Euroseries    | ASM Formule 3           | 20        | 1               | 4         | 75     | 2           |
| 2006   | World Series by Renault | Carlin Motorsport       | 3         | 1               | 1         | 28     | 15          |
| 2007   | World Series by Renault | Carlin Motorsport       | 7         | 1               | 1         | 74     | 5           |

### Teljes Formula–1-es eredménysorozata
(Táblázat értelmezése)

(Félkövér: pole-pozícióból indult; dőlt: leggyorsabb kört futott) 

| Év   | Csapat       | 1       | 2       | 3      | 4      | 5       | 6      | 7      | 8      | 9       | 10     | 11      | 12     | 13      | 14     | 15     | 16     | 17     | 18     | 19     | 20      | 21     | 22     | Helyezés | Pont |
| ---- | ------------ | ------- | ------- | ------ | ------ | ------- | ------ | ------ | ------ | ------- | ------ | ------- | ------ | ------- | ------ | ------ | ------ | ------ | ------ | ------ | ------- | ------ | ------ | -------- | ---- |
| 2006 | BMW Sauber   | BHR     | MAL     | AUS    | SMR    | EUR     | ESP    | MON    | GBR    | CAN     | USA    | FRA     | GER    | HUN     | TUR Tp | ITA Tp | CHN Tp | JPN Tp | BRA Tp |        |         |        |        | —        | —    |
| 2007 | BMW Sauber   | AUS Tp  | MAL Tp  | BHR    | ESP    | MON     | CAN    | USA 8  | FRA    | GBR     | EUR    |         |        |         |        |        |        |        |        |        |         |        |        | 14.      | 6    |
| 2007 | Toro Rosso   |         |         |        |        |         |        |        |        |         |        | HUN 16  | TUR 19 | ITA 18  | BEL Ki | JPN Ki | CHN 4  | BRA Ki |        |        |         |        |        | 14.      | 6    |
| 2008 | Toro Rosso   | AUS Ki  | MAL Ki  | BHR Ki | ESP Ki | TUR 17  | MON 5  | CAN 8  | FRA 12 | GBR Ki  | GER 8  | HUN Ki  | EUR 6  | BEL 5   | ITA 1  | SIN 5  | JPN 6  | CHN 9  | BRA 4  |        |         |        |        | 8.       | 35   |
| 2009 | Red Bull     | AUS 13† | MAL 15  | CHN 1  | BHR 2  | ESP 4   | MON Ki | TUR 3  | GBR 1  | GER 2   | HUN Ki | EUR Ki  | BEL 3  | ITA 8   | SIN 4  | JPN 1  | BRA 4  | UAE 1  |        |        |         |        |        | 2.       | 84   |
| 2010 | Red Bull     | BHR 4   | AUS Ki  | MAL 1  | CHN 6  | ESP 3   | MON 2  | TUR Ki | CAN 4  | EUR 1   | GBR 7  | GER 3   | HUN 3  | BEL 15  | ITA 4  | SIN 2  | JPN 1  | KOR Ki | BRA 1  | UAE 1  |         |        |        | 1.       | 256  |
| 2011 | Red Bull     | AUS 1   | MAL 1   | CHN 2  | TUR 1  | ESP 1   | MON 1  | CAN 2  | EUR 1  | GBR 2   | GER 4  | HUN 2   | BEL 1  | ITA 1   | SIN 1  | JPN 3  | KOR 1  | IND 1  | UAE Ki | BRA 2  |         |        |        | 1.       | 392  |
| 2012 | Red Bull     | AUS 2   | MAL 11  | CHN 5  | BHR 1  | ESP 6   | MON 4  | CAN 4  | EUR Ki | GBR 3   | GER 5  | HUN 4   | BEL 2  | ITA 22† | SIN 1  | JPN 1  | KOR 1  | IND 1  | UAE 3  | USA 2  | BRA 6   |        |        | 1.       | 281  |
| 2013 | Red Bull     | AUS 3   | MAL 1   | CHN 4  | BHR 1  | ESP 4   | MON 2  | CAN 1  | GBR Ki | GER 1   | HUN 3  | BEL 1   | ITA 1  | SIN 1   | KOR 1  | JPN 1  | IND 1  | UAE 1  | USA 1  | BRA 1  |         |        |        | 1.       | 397  |
| 2014 | Red Bull     | AUS Ki  | MAL 3   | BHR 6  | CHN 5  | ESP 4   | MON Ki | CAN 3  | AUT Ki | GBR 5   | GER 4  | HUN 7   | BEL 5  | ITA 6   | SIN 2  | JPN 3  | RUS 8  | USA 7  | BRA 5  | UAE 8  |         |        |        | 5.       | 167  |
| 2015 | Ferrari      | AUS 3   | MAL 1   | CHN 3  | BHR 5  | ESP 3   | MON 2  | CAN 5  | AUT 4  | GBR 3   | HUN 1  | BEL 12† | ITA 2  | SIN 1   | JPN 3  | RUS 2  | USA 3  | MEX Ki | BRA 3  | UAE 4  |         |        |        | 3.       | 278  |
| 2016 | Ferrari      | AUS 1   | BHR Ni  | CHN 1  | RUS Ki | ESP 3   | MON 4  | CAN 2  | EUR 2  | AUT Ki  | GBR 9  | HUN 4   | GER 5  | BEL 6   | ITA 3  | SIN 5  | MAL Ki | JPN 4  | USA 4  | MEX 5  | BRA 5   | UAE 3  |        | 4.       | 212  |
| 2017 | Ferrari      | AUS 1   | CHN 2   | BHR 1  | RUS 2  | ESP 2   | MON 1  | CAN 4  | AZE 4  | AUT 2   | GBR 7  | HUN 1   | BEL 2  | ITA 3   | SIN Ki | MAL 4  | JPN Ki | USA 2  | MEX 4  | BRA 1  | UAE 3   |        |        | 2.       | 317  |
| 2018 | Ferrari      | AUS 1   | BHR 1   | CHN 8  | AZE 4  | ESP 4   | MON 2  | CAN 1  | FRA 5  | AUT 3   | GBR 1  | GER Ki  | HUN 2  | BEL 1   | ITA 4  | SIN 3  | RUS 3  | JPN 6  | USA 4  | MEX 2  | BRA 6   | UAE 2  |        | 2.       | 320  |
| 2019 | Ferrari      | AUS 4   | BHR 5   | CHN 3  | AZE 3  | ESP 4   | MON 2  | CAN 2  | FRA 5  | AUT 4   | GBR 16 | GER 2   | HUN 3  | BEL 4   | ITA 13 | SIN 1  | RUS Ki | JPN 2  | MEX 2  | USA Ki | BRA 17† | UAE 5  |        | 5.       | 240  |
| 2020 | Ferrari      | AUT 10  | STY Ki  | HUN 6  | GBR 10 | 70 12   | ESP 7  | BEL 13 | ITA Ki | TOS 10  | RUS 13 | EIF 11  | POR 10 | EMI 12  | TUR 3  | BHR 13 | SAK 12 | UAE 14 |        |        |         |        |        | 13.      | 33   |
| 2021 | Aston Martin | BHR 15  | EMI 15† | POR 13 | ESP 13 | MON 5   | AZE 2  | FRA 9  | STY 12 | AUT 17† | GBR Ki | HUN Kiz | BEL 5‡ | NED 13  | ITA 12 | RUS 12 | TUR 18 | USA 10 | MEX 7  | BRA 11 | QAT 10  | SAU Ki | UAE 11 | 12.      | 43   |
| 2022 | Aston Martin | BHR Vi  | SAU     | AUS Ki | EMI 8  | MIA 17† | ESP 11 | MON 10 | AZE 6  | CAN 12  | GBR 9  | AUT 17  | FRA 11 | HUN 10  | BEL 8  | NED 14 | ITA Ki | SIN 8  | JPN 6  | USA 8  | MEX 14  | BRA 11 | UAE 10 | 12.      | 37   |

† A versenyt nem fejezte be, de helyezését értékelték, mert a versenytáv több, mint 90%-át teljesítette.
‡ A versenyt félbeszakították, és mivel nem teljesítették a táv 75%-át, így a szerezhető pontoknak csak a felét kapta meg.
Megjegyzés: 2014-ben a szezonzáró nagydíjon dupla pontokat osztottak.